# Historia del lesbianismo en Argentina

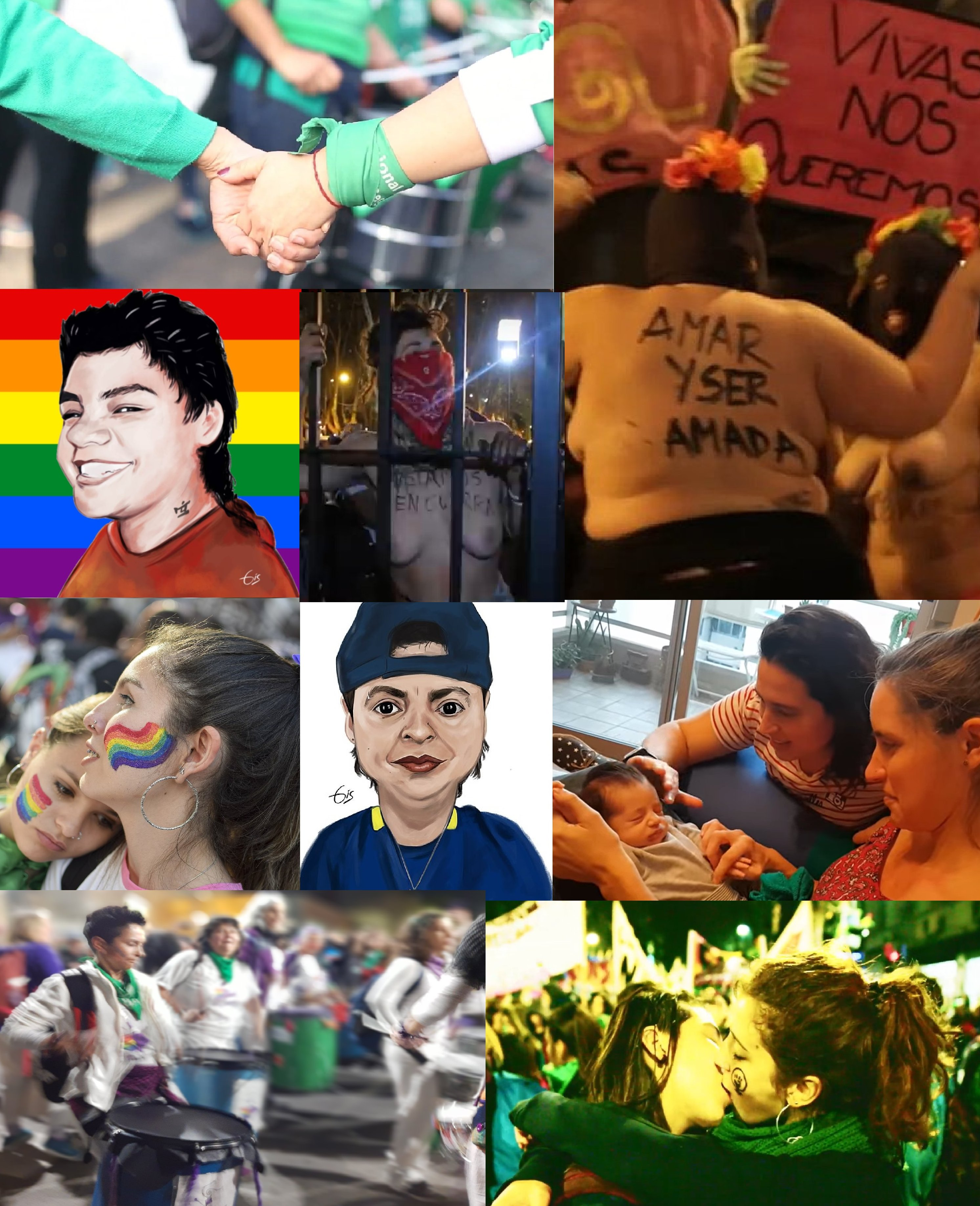
Collage lésbico. 1) Manos enlazadas en una marcha feminista #NiUnaMenos; 2) Encuentro Nacional de Mujeres en Mar del Plata de 2015; 3) Natalia «Pepa» Gaitán, dibujo de Gisela Curioni; 4) Encuentro Nacional de Mujeres en Mar del Plata de 2015; 5) Marcha del orgullo LGBTIQ de 2018; 6) Higui, dibujo de Gisela Curioni; 6) Madres en pareja; 7) Tamboreras en Encuentro Nacional de Mujeres en La Plata de 2019; 8) Beso en marcha feminista.

La historia del lesbianismo en Argentina se refiere a la prácticas y militancias lesbianas que se desplegaron históricamente en el actual territorio argentino para lograr su visibilidad y defender sus derechos como mujeres y disidentes sexuales. Los pueblos originarios tuvieron diversas formas de abordar las orientaciones sexuales e identidades de género de las personas, en muchos casos admitiendo sexualidades lésbicas y no heteronormativas. El Imperio Español impuso durante la conquista y colonización un régimen de violenta represión de las conductas no heteronormativas, incluyendo el lesbianismo. Luego de la independencia en 1810-1816, la situación de las mujeres lesbianas, siguió la tendencia a la represión moral, médica y psiquiátrica de las sexualidades LGBT que caracterizó en general a la cultura occidental. En 1972 se fundó el Grupo Safo, la primera organización lésbica argentina. Las primeras organizaciones se vieron afectadas con la dictadura cívico-militar de 1976-1983. Con la recuperación de la democracia en 1983, comenzó un proceso sostenido de organización y movilización, que fue obteniendo progresos notables. Es el caso de espacios como los Cuadernos de Existencia Lesbiana, el Grupo Autogestivo de Lesbianas, Amenaza Lésbica, Arpías, Asamblea Lésbica Permanente, Baruyeras, Cero en Conducta, Colectiva Lésbica Las Violetas, Contextuadas, Cruzadas, Enjambradas, Escrita en el Cuerpo, Frente de Lesbianas de Buenos Aires, Fugitivas en el Desierto, Grupo de Jóvenes Gays y Lesbianas, Grupo Lola Mora, Integración Lésbica, La Casa del Encuentro, La Fulana, La Revuelta, La Sublevada de Nuevo Encuentro, Las Desobedientes, Las Lunas y Las Otras, Las Safinas, Lesbianas a la Vista, Lesbianas Feministas Autoconvocadas, Lesbianas y Feministas por la Descriminalización del Aborto, Lesbianbanda, Les Madres, Madres Lesbianas Feministas Autónomas, Malas como las Arañas, Murga la Gran Puta, Musas de Papel, Potencia Tortillera, Primorosa Preciosura, Tortas del Barrio, Tortas en la Calle, Tortas Peronistas, Ultravioletas, entre otras. A partir de la primera década del siglo XXI, se obtienen avances en la lucha contra la lesbofobia y conquistas de gran valor, como la Ley de Matrimonio Igualitario (2010), la Ley de Identidad de Género (2012) y la Ley de Derecho al Aborto (2021). A partir de 2014 se estableció que cada 7 de marzo es el Día de la Visibilidad Lésbica en conmemoración del lesbicidio de Natalia Gaitán.

## Pueblos originarios
Los pueblos originarios que habitaron el actual territorio argentino tuvieron diversas formas de abordar las orientaciones sexuales e identidades de género de las personas, caracterizadas principalmente por una visión no binaria de la sexualidad y la ausencia de sanciones represivas para las conductas sexuales. Una vez conquistados y colonizados por los imperios europeos, los pueblos originarios adoptaron los valores y normativas sexo-genéricas binarias y heteronormativas características del cristianismo.
La cultura mapuche, aún existente, nunca fue sometida por el Imperio Español y mantuvo su independencia y su propio territorio en la Patagonia y la pampa hasta fines del siglo XIX, siendo desde ese momento afectada profundamente por los procesos de aculturación. El pueblo Mapuche carecía de nociones de género y sexo, al menos con la relevancia que se concede a los mismos en la cultura europea. Poseían el concepto y el rol social valiosos denominado weye, que hacía referencia a personas que no eran consideradas ni hombres ni mujeres, y se desplazaban complejamente entre diversos estados que combinaban características performativas, sexuales, de edad y del momento del día. Sus prácticas sexuales admitían una amplia diversidad y no establecían un vínculo determinista con la anatomía. Hay evidencia de la existencia de hombres homosexuales que permanecían solteros y eran aceptados como tales por toda la comunidad, pudiendo incluso ejercer el cargo de machi, al ser reconocido como una persona con "dos almas", pero no existen registros sobre relaciones sexuales entre mujeres.
La cultura guaraní, concentrada en un área incluida actualmente en la región noreste de Argentina, Paraguay y sur de Brasil, tenía también cierto grado de aceptación hacia las personas que mantenían relaciones sexuales con personas del mismo sexo. El cronista portugués del siglo XVI Pedro de Magalhães Gandavo, daba cuenta de la existencia entre los pueblos indígenas del Brasil de lo que denominaba «indias-machos» o «mujeres–machos», en estos términos:

Algunas indias hay que no conocen hombre alguno de ninguna calidad, ni lo consentirán aunque por eso las maten. Estas dejan todo el ejercicio de mujeres e imitan a los hombres y siguen sus oficios como si no fuesen hembras (…) Y cada una tiene mujer que le sirve, con quien dice que es casada. Y así se comunican y conversan como marido y mujer.

Las culturas andinas, como la incaica, región a la que pertenecía el noroeste argentino, valoraba las relaciones sexuales entre personas del mismo sexo y el uso de vestimentas características de otros géneros, asignándoles un valor sagrado y religioso. Las relaciones sexuales entre mujeres, por su parte, eran habituales y valoradas, especialmente en la clase alta. En las áreas yungas, existieron varias sociedades matriarcales, que también consideraban sagradas las relaciones sexuales entre personas del mismo sexo y el uso de vestimentas correspondientes a otro género. La lengua aimara, por su parte, había creado varios términos para referirse al sexo lésbico.

## Conquista y colonización española

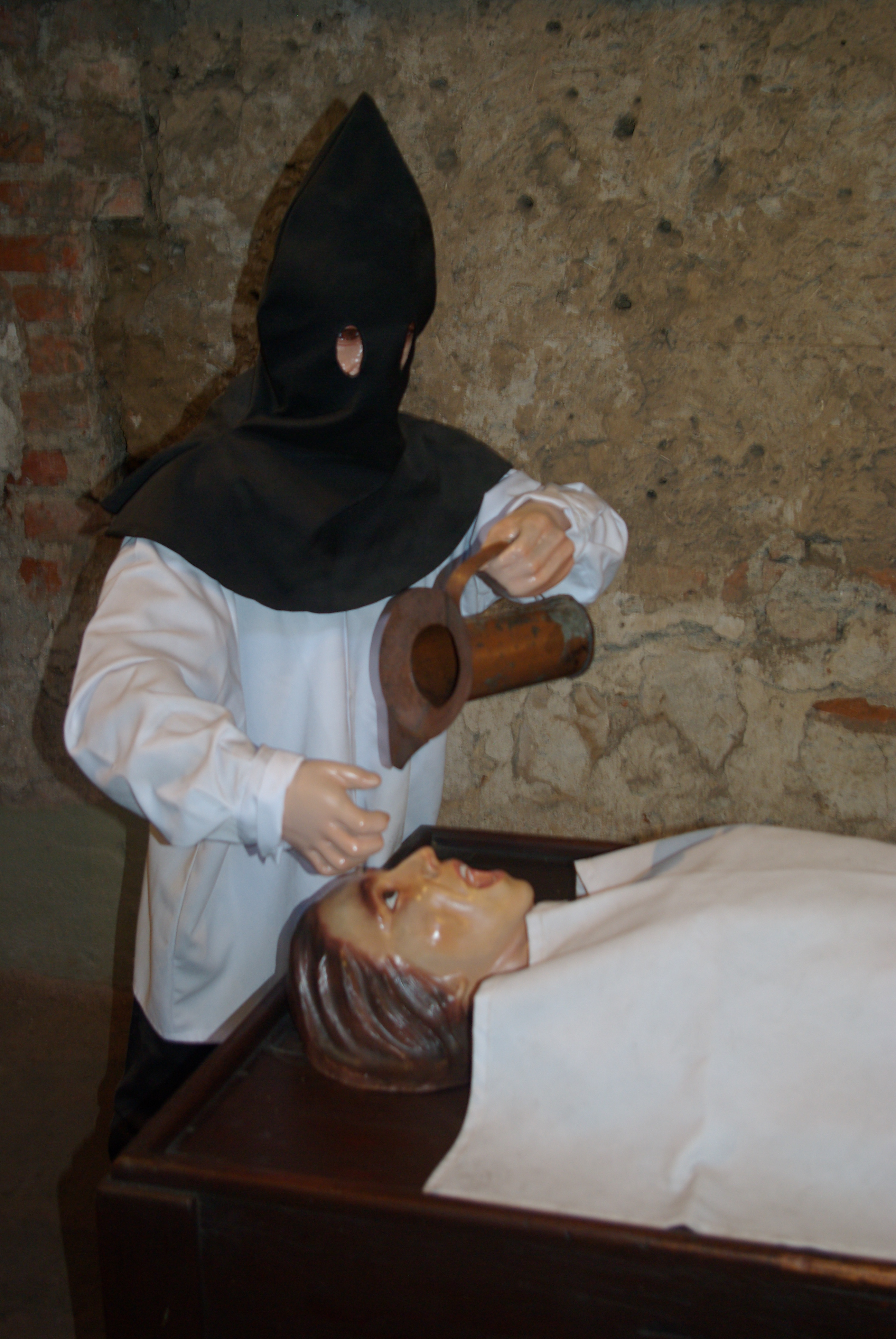
Representación de una mujer siendo torturada en el Museo de la Inquisición de Lima, donde eran enviadas para ser juzgadas por sodomía, las personas que mantenían relaciones sexuales con personas del mismo sexo.

La conquista europea de América modificó radical y violentamente la sexualidad y las relaciones de género de la población americana. Los conquistadores impusieron un orden héteronormativo y patriarcal, impulsado por la Iglesia católica, que reprimió duramente todo apartamiento de una sexualidad reproductiva o contrario a una rígida división de la sociedad en dos géneros asignados al nacer por la Iglesia. Simultáneamente el poder colonial estableció un sistema de valores de desprecio y rechazo a las personas que tuvieran conductas sexuales y de género no heterosexuales. 
De la colonia vienen expresiones españolas homofóbicas como «marica» y «maricón» para el comportamiento masculino que se apartara de lo que se esperaba de un hombre, y «marimacho» para las mujeres que se apartaran del mandato heterosexual.
Los conquistadores europeos impusieron un tipo de sexualidad basada estrictamente en la reproducción, que reprimía los actos sexuales cuyo objetivo era la obtención de placer, considerados como delitos y pecado de lujuria. En ese contexto jurídico-religioso, todos los regímenes coloniales europeos en América, establecieron el impreciso delito de sodomía, considerado como "crimen nefando", contra natura y contrario a Dios, castigando a quienes fueran hallados culpables a ser quemados en la hoguera. Pese a su contenido indeterminado, el delito de sodomía fue orientado principalmente a las relaciones sexuales entre hombres, especialmente cuando existía sexo anal, razón por la cual surgió con formas propias el delito de «sodomía femenina» (sodomia foeminarum), diferenciada por la Inquisición de la «sodomía perfecta» debido a la ausencia del pene, que incluyó las relaciones sexuales entre mujeres.
Durante la conquista española, los conquistadores y cronistas europeos informaron asiduamente que las personas de los pueblos originarios mantenían habitualmente relaciones sexuales entre varones o entre mujeres, y presentaron el hecho como evidencia del salvajismo indígena y su alejamiento del dios cristiano. La llamada "sodomía" fue considerada como una de las causas justas que habilitaba a los conquistadores españoles a declarar la "guerra" contra la población indígena.
Los registros puntuales sobre prácticas erosexuales entre mujeres en la colonia son sumamente escasos, hecho que ha sido atribuido a la invisibilización femenina y su desenvolvimiento de manera clandestina. Las relaciones amorosas y sexuales entre mujeres han estado asociadas a la llamada «quema de brujas» que llevaron adelante los imperios occidentales en Europa y América entre el siglo XV y el siglo XVIII, la sexualidad de las indígenas y esclavas de origen africano, y las vivencias de las mujeres recluidas en los conventos católicos, como en los casos de Sor Juana Inés de la Cruz en México, y Úrsula de Jesús en Virreinato del Perú -al que pertenecía el actual territorio argentino-, o Catalina de Erauso (la monja alférez) que en sus últimos años llegó a Tucumán proveniente de Chile hasta llegar a Buenos Aires, donde se pierden sus huellas. Poco antes de la independencia, el virrey del Río de la Plata debió intervenir en una nulidad de matrimonio debido a que el supuesto esposo era en realidad una mujer, María Leocadia de Ita, una exmonja que siempre había mostrado una preferencia sexual por otras mujeres, razón por la cual su confesor le recomendó vestirse y adoptar la identidad de un hombre.

## La independencia

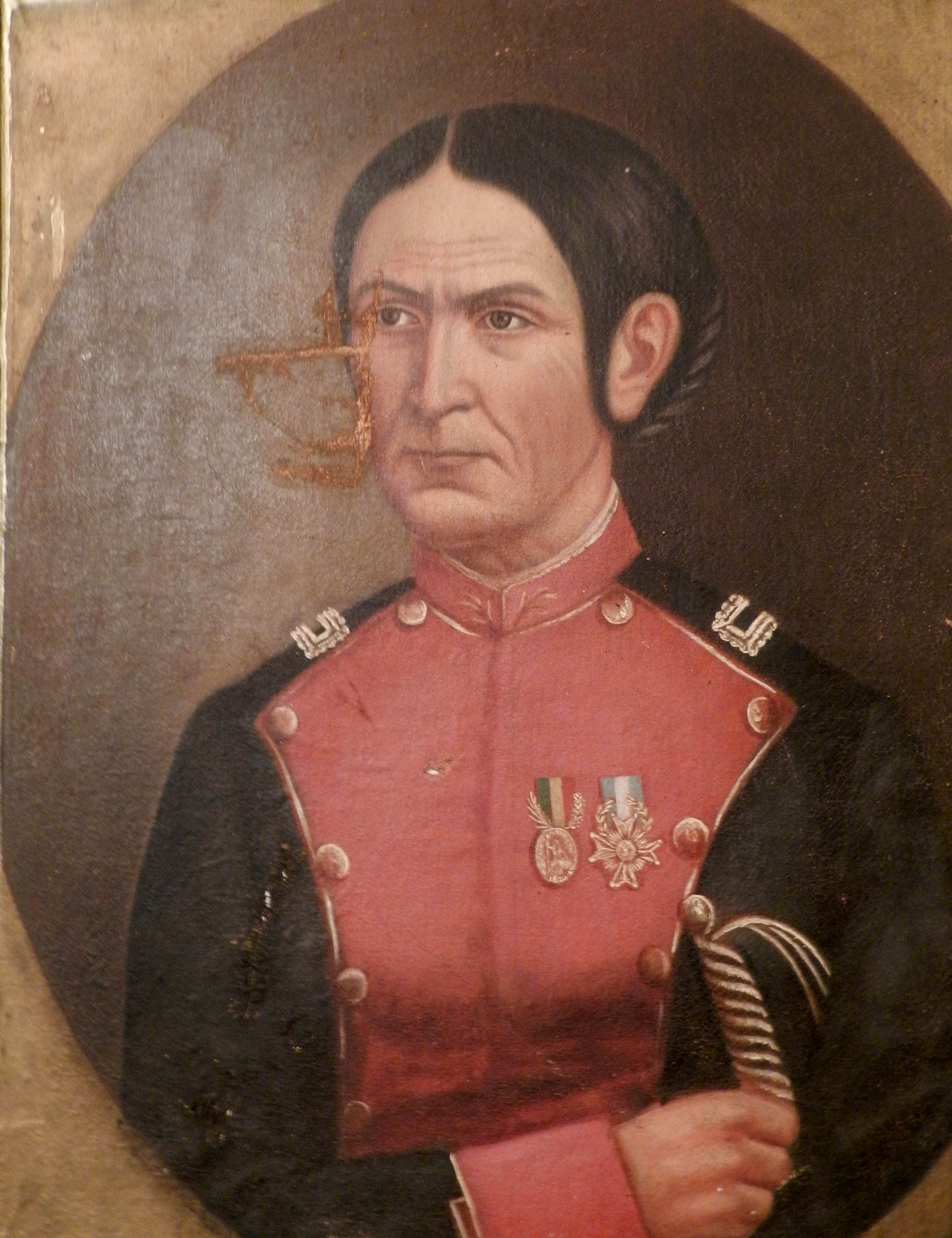
Juana Azurduy, militar con grado de coronel en el ejército patriota durante la Guerra de la Independencia, es tomada como modelo por el movimiento lesbiano y feminista.

Luego de la Independencia (1810-1816), se mantuvo el orden heteronormativo y patriarcal occidental, con su correspondiente acción represiva de toda diversidad sexual y de género, pero atenuada cuando la Asamblea del Año XIII abolió la Inquisición. Hay un amplio consenso sobre el hecho de que la historia argentina -como la del resto de los países- fue escrita por hombres, invisibilizando el papel desempeñado por mujeres. Con el surgimiento de historiadoras feministas, en los últimos años se ha profundizado el estudio de las mujeres que influyeron en la historia. Si bien no es posible saber qué orientación sexual tuvieron los personajes históricos de principios del siglo XIX, el movimiento lésbico tiende a reivindicar a gran cantidad de mujeres patriotas que durante la Guerra de Independencia asumieron roles, vestimentas y comportamientos considerados «de hombre», en general combatiendo como militares o espías, a veces incluso llamadas «machonas», «varoniles» o «amazonas», como Juana Azurduy y María Remedios del Valle, entre muchas otras mujeres postergadas por la historiografía masculina, yendo incluso más allá para elaborar una historiografía de las mujeres, que incluyera a las lesbianas y otras disidencias sexuales.
El delito de sodomía siguió existiendo hasta que fue quitado del Código Penal en 1886, pero con un contenido confuso e indefinido, para castigar la violación de hombres.
Desde entonces no se sancionarían leyes nacionales reprimiendo penalmente ningún tipo de práctica u orientación sexual, ni identidad de género, aunque la diversidad sexual y de género resultaría reprimida por medio de normas policiales, provinciales, administrativas y militares -para sus integrantes-. Ninguna norma penal prohibió los actos sexuales entre mujeres, pero su práctica fue reprimida por la religión, la moralidad hegemónica, las leyes civiles sobre matrimonio y adopción, y las normas médico-psiquiátricas surgidas en la segunda mitad del siglo XIX, que patologizaron la homosexualidad y el travestismo durante casi todo el siglo XX.

## El tabú del lesbianismo

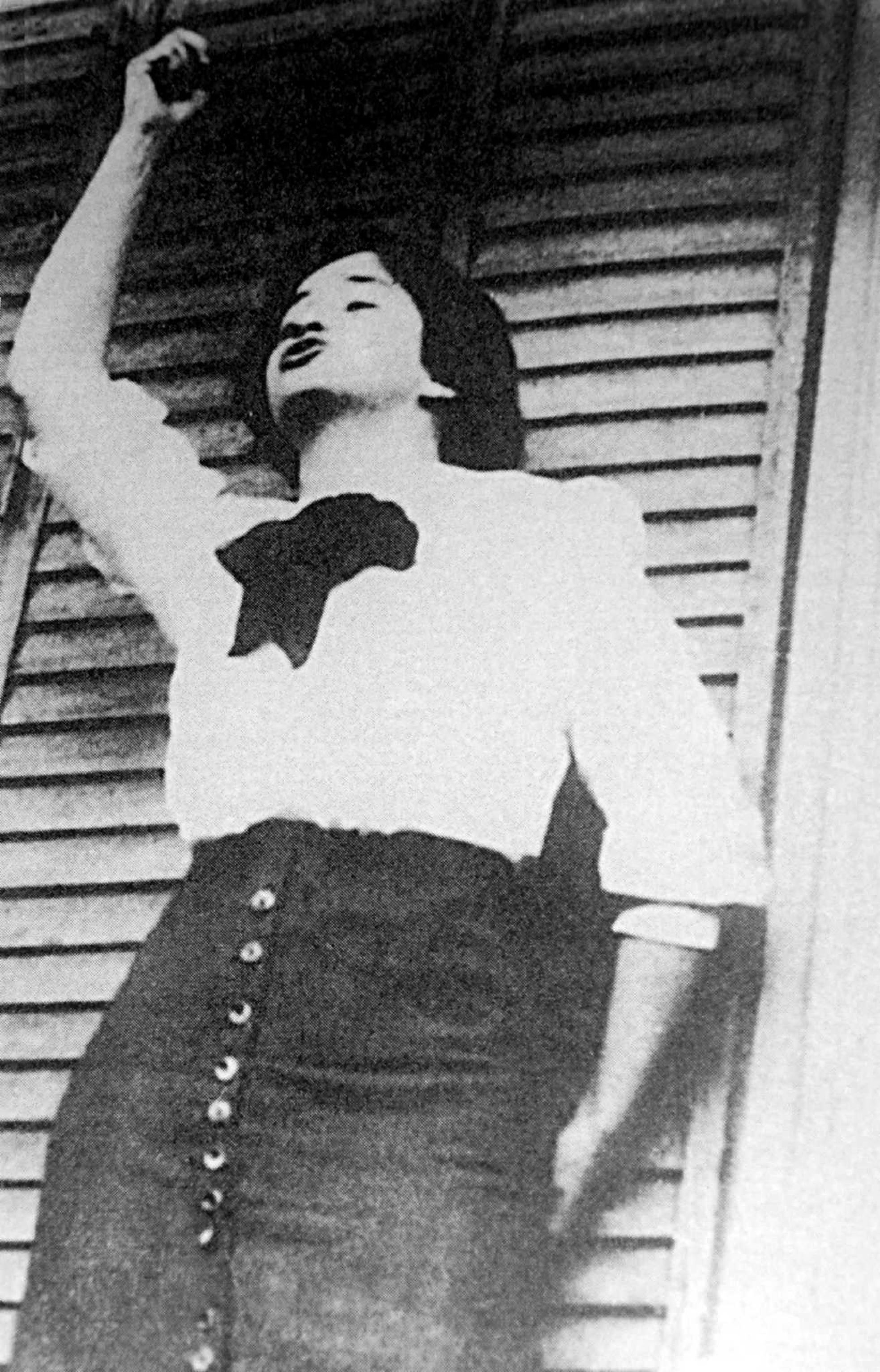
Salvadora Medina Onrubia, feminista, anarquista y bisexual, publicó en 1926 su cuento «El quinto», primera obra literaria lésbica argentina.

El siglo XX se caracterizó por la generalización social de la homofobia, la lesbofobia, la transfobia y la bifobia, al punto que la «ciencia» (medicina, psiquiatría y psicología) consideró que la homosexualidad y las autopercepciones de género que diferían del sexo asignado al nacer, eran enfermedades. Como nunca antes, los mecanismos de poder político y cultural se difundieron «en el cuerpo social entero» para regular y normalizar la sexualidad de las personas, estableciendo la dicotomía heterosexualidad/homosexualidad, en la que la primera obraba como norma deseable (heteronormatividad) y la segunda como anormalidad, perversión y pecado, llevando a que las propias personas con sexualidades no hegemónicas internalizaran ese discurso, generando en ellas sentimientos de culpa y miedo. A esa situación general de la sexualidad de las personas en Occidente, se sumó en Argentina y América Latina la fuerte influencia del cristianismo en la población, en especial de la Iglesia católica y la institución de la confesión practicada semanalmente, que permitía controlar los «pecados de pensamiento y obra». Finalmente, Argentina era una sociedad que se urbanizaba rápidamente, en la que «el barrio», junto a la familia, comenzó a cumplir una función directa en el control de la sexualidad de hombres y mujeres. En su Historia sobre la homosexualidad en la Argentina, Bazán ha calificado como «cacería» la situación en que se encontraron las personas con sexualidades no hegemónicas durante el período que se extendió desde fines del siglo XIX hasta fines del siglo XX.
La palabra y la noción moderna de «homosexualidad» surgen en la segunda mitad del siglo XIX. En 1886 fue incluida en Psychopathia Sexualis (1886), un estudio de Richard von Krafft-Ebing, considerándola una enfermedad, criterio que será aceptado generalizadamente durante un siglo, hasta el reconocimiento de la diversidad sexual y los derechos LGBT+. Por eso David Halperin dice en su libro Sex before sexuality ("El sexo antes de la sexualidad") que "antes de 1892 no había homosexualidad, sino inversión sexual". La diferencia radica en que, mientras la categoría de "homosexualidad" está construida a partir del deseo sexual, la categoría de "inversión sexual" está construida a partir del rechazo (inversión) de la orientación sexual bipolar asignada a cada sexo. «El discurso médico-legal trazaría desde fines del siglo XIX las formas psíquicas y somáticas de lo que se denominaría la 'inversión femenina'».
El impacto sobre la homosexualidad masculina fue muy diferente del impacto sobre la homosexualidad femenina. «Se puede afirmar que si la historia de la homosexualidad masculina durante el siglo XX es la de su persecución y clandestinidad, la historia del lesbianismo es la de su invisibilidad y su efecto de 'inexistencia'... Si los homosexuales sufrieron la persecución policial hasta bien entrada la década de los ochenta, las lesbianas sufrieron la violencia simbólica de 'no existir' socialmente». Entre las orientaciones afectivas y sexuales, el lesbianismo adquirió la condición de tabú, algo que no se mencionaba y de lo que no se hablaba: tabú entre tabúes.
Desde fines del siglo XIX, la élite argentina conocida como la Generación del 80 recurrió a las nociones de homosexualidad y travestismo como herramientas para definir y regular por oposición las nuevas nociones de nacionalidad, clase social, sexualidad y género de las mujeres y hombres que integrarían la "nueva raza" argentina que debía resultar de la gran ola de inmigración que se extendió hasta la mitad del siglo XX. Las denominaciones más usadas fueron las de «maricas» e «invertidos».
En 1898 el escritor guatemalteco nacionalizado argentino Enrique Gómez Carrillo incluyó en la literatura argentina por primera vez la temática lésbica, en su cuento «Marta y Hortensia», sobre un hombre al que su esposa engaña con otra mujer. El cuento termina diciendo que el marido engañado no las mató «porque no he sido nunca capaz de matar a dos mujeres».
En 1905 el pedagogo Víctor Mercante publicó una investigación titulada “Fetiquismo [sic] y uranismo femenino en los internados educativos”, en el que daba cuenta que las relaciones lesbianas eran un hecho generalizado entre las jóvenes pupilas. Las cartas citadas por Mercante reflejan aquella realidad de amor lésbico adolescente:

Mi querida Chacho, tus besos abren para mi corazón un mundo de felicidad. Dios conserve este amor que comprendo tan grande. A veces eres celosa y me increpas injustamente. Debes saber que para mí tú eres todo en este mundo. Mi pensamiento vive en ti. Anoche soñé que estábamos solas, en un sofá, alumbradas por la luna. Tus palabras eran dulces como las de Efraín. ¡Ah, no quisiera olvidarlas nunca! Al levantarme puse tu retrato junto a mis labios y lo cubrí de besos.

Juan José Sebrelli señala que en la década de 1910, Pepa Avellaneda, la primera cancionista de tango, vestía de varón, exhibía públicamente su lesbianismo y disputaba a Carlos Gardel los amores de madame Jeanne, regenta de un prostíbulo.
Mientras que la represión de la homosexualidad masculina, el travestismo y la transexualidad se realizó abiertamente, utilizando la humillación pública, la violencia y el miedo, la represión a la homosexualidad femenina mantuvo un bajo perfil. Dice el investigador Jorge Luis Peralta que las mujeres que se relacionan eróticamente con otras mujeres padecen una doble exclusión –por mujeres y por «lesbianas», razón por la cual los espacios homoeróticos «femeninos» tienden a ser de carácter privado o doméstico. La mujer debía ser madre y permanecer asexuada, o de lo contrario ser prostituta o «mujer fácil», para disfrute sexual de los varones. En ese paradigma, el lesbianismo era visto como una amenaza para las opciones masculinas tanto reproductivas como eróticas. En 1938 el médico forense rosarino Raimundo Bosch publicó un artículo en la Revista de la Asociación Médica Argentina titulado «Tribadismo y matrimonio» sobre una mujer que intentó suicidarse cuando fue obligada por su familia a romper el vínculo amoroso que tenía con otra mujer y obligada a casarse. Como excepción, surgió la tendencia a celebrar en voz baja los actos lésbicos, cuando eran realizados como exhibición ante un varón o un grupo de varones.
La represión del lesbianismo en Argentina incluyó un amplio espectro de prácticas médicas violentas que incluían el uso de medicamentos como sedantes o anafrodisíacos, internaciones forzadas, hipnosis, electroshock e intervenciones quirúrgicas como disección ovárica, esterilización, histerectomía y clitoridectomía. En un estudio sobre el tratamiento del lesbianismo en Argentina en la primera mitad del siglo XX, Ramacciotti y Valobra sostienen que eran consideradas «peor que putas».
El ciclo de golpes de Estado, iniciado en 1930, incrementó los niveles de autoritarismo y consolidó la cacería homofóbica a todo lo largo del siglo. Personajes públicos como Carlos Gardel entre los varones, y Eva Perón entre las mujeres, fueron objeto de destrato homofóbico.
Desde la década de 1920 se evidencia en la Argentina una tendencia de las mujeres lesbianas (al igual que los hombres homosexuales), principalmente de clase alta, a agruparse, realizar reuniones e incluso decidir vivir cerca en lugares aislados, como las islas del Delta del Tigre, en las cercanías de Buenos Aires. Estos grupos de mujeres se identificaban a sí mismas como «betters», como sinónimo de «las que saben», «las que entienden».

La palabra gay no existía. La palabra homosexual no nos satisfacía porque muchas veces lo nuestro no tenía nada que ver con lo sexual. Decíamos gente ‘como nosotros’. Y a los que violentamente eran anti, agrega Julia, les llamábamos los ’paqui’, los ’paquidermos’” (Julia, en Sarda & Hernando, 2001:14).

La palabra «lesbiana» no empieza a ser usada sino hasta fines de la década de 1960. Era habitual que las betters usaran trajes de hombre y peinados a la gomina. También podían referirse a sí mismas como las que «entendían», «eran del ambiente», «del club» o «del palo». Términos estigmatizantes como «tortilleras», fueron reapropiados como «tortas». También se utilizaban términos como «bomberos», que usaban vestimenta y tenían gestos varoniles, y «gardelitos», que usaban chaleco y no se teñían el pelo.
Debían usar complejas estrategias para mantener contactos lésbicos para evitar que sus familias y amistades las descubrieran como mensajes cifrados, cartas ocultas, encuentros furtivos, la excusa de ir a dormir a la casa de su amiga, vacaciones juntas. Quienes tenían mayores recursos económicos podían alquilar algún cuarto, departamento, un estudio, o las quintas de sus amigas del Tigre. En la década de 1930 aparecieron los primeros «hoteles alojamientos», pero como estaba prohibido su uso a parejas del mismo sexo, en algunos casos se combinaban parejas de lesbianas con parejas de varones homosexuales para cambiar de habitaciones una vez en el interior. Las relaciones lésbicas eran considerablemente duraderas, aunque no necesariamente exclusivas. En muchos casos las relaciones se establecían con roles marcados, identificándose como «activas» y «pasivas», o «celestes» y «rosas», respectivamente.
En 1926 la escritora Salvadora Medina Onrubia, feminista, anarquista y bisexual, publicó su cuento «El quinto», primera obra literaria lésbica argentina, en el que describe de manera biográfica la pasión sexual que le despertó otra mujer, dejando un final abierto sobre la consumación de la relación. Se trata de una obra completamente inusual en la literatura latinoamericana, no solo porque trata el tema tabú del amor entre mujeres, sino fundamentalmente porque lo hace desde su condición de mujer, como vivencia autobiográfica, subrayando el placer del acto lésbico, algo que no volverá a suceder hasta la década de 1970.
En 1932 el escritor José Bianco publicó un libro de seis relatos titulado La pequeña Gyaros, cinco de los cuales habían sido publicados por el diario La Nación entre 1929 y 1930. Los cuentos hablan de varias mujeres hastiadas de sus vidas tradicionales y de sus fantasías, deseos y vivencias secretas, subversivas del orden patriarcal, como el lesbianismo, la infidelidad y los tríos. Años después Bianco renegó del libro y lo excluyó de su obra.
En 1933 se publicó la novela «El derecho de matar» de Raúl Barón Biza, dedicada al papa Pío XI, que generó una fuerte controversia. En ella el protagonista oye detrás de la puerta como su hermana mantiene relaciones sexuales con su esposa. La moral vigente señalaba que debía matarlas, pero él rechaza esa moralidad y se pregunta «¿Con qué derecho los hombres justificamos sus pasiones o calificamos sus actos ya que en nada nos perjudica?», para contestarse a continuación: «Sí, nos perjudica, nos roba para nuestro placer de bestias esos pechos y nalgas que, por ley fuerte, debe pertenecernos, y es así como hemos llegado a inventar el repudio al amor más perfecto que creó la naturaleza, en él no se deforman los vientres, no se caricaturiza las mujeres...» La novela finaliza con su suicidio, como forma de rebelarse contra ese orden. El gobierno mandó a secuestrar todos los ejemplares.

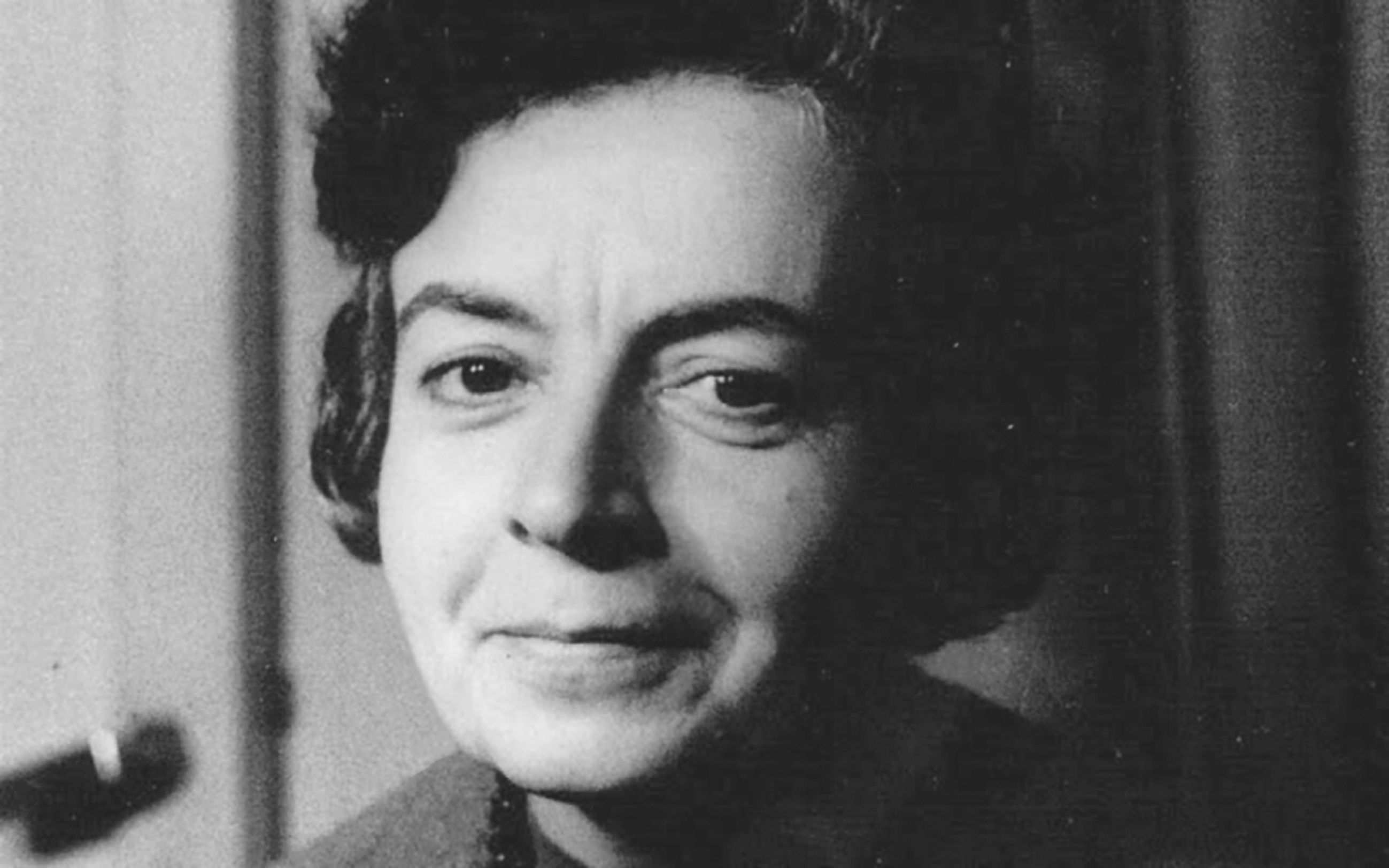
Emma Barrandéguy (1980), en su novela autobiográfica Habitaciones deja un testimonio detallado del amor entre mujeres en las décadas de 1930, 1940 y 1950.

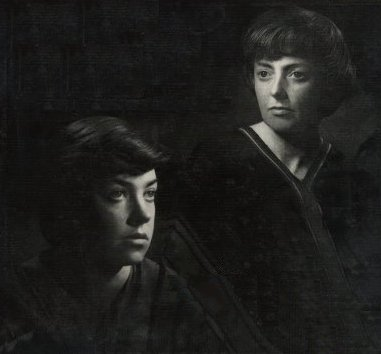
María Elena Walsh y Leda Valladares representaron la modalidad de «hermanas elegidas», antiquísimo eufemismo para el deseo entre mujeres.

Con el surgimiento del peronismo, poco antes de terminar la primera mitad del siglo XX, la situación de la homosexualidad y el travestismo ingresó en una etapa de ambigüedad, que permitió la consolidación de la identidad homosexual masculina en Argentina.
Pero el movimiento y la cultura lésbica en Argentina tuvo una dinámica diferenciada en gran medida por la clandestinidad en que se desarrollaba, el silencio social con el que era recibido y el impacto sobre el rol de la mujer en la sociedad. Muchos años después María Elena Walsh reflexionó sobre la diferencia entre la homosexualidad masculina y femenina cuando le preguntaron por qué pensaba era tan común confundir con otra cosa el amor entre mujeres:

Porque es un gran tabú que todavía existe. El amor entre hombres está más liberado, porque ellos son piolas y liberan todo en su favor, pero a las mujeres nos cuesta más, y cuando nos sancionan nos dan con todo. Con la desaparición pública, por ejemplo.
María Elena Walsh

De finales de la década de 1950 data la novela autobiográfica Habitaciones, de Emma Barrandéguy, que debió esperar hasta 2002 para ser publicada. La novela ambientada en la Buenos Aires de los años '50, relata en tono autobiográfico una diversidad de relaciones sexuales y amorosas de la protagonista, con un amante varón y dos amantes mujeres. Barrandéguy deja un testimonio detallado del amor entre mujeres trabajadoras en las décadas de 1930, 1940 y 1950, tanto en los pueblos del interior, como en Buenos Aires; el sexo y la seducción entre mujeres casadas, la posibilidad de ir tomadas de la mano, las citas en hoteles, dormir la siesta juntas...:

¿Lesbiana? En esa época no se decía así [entonces a las lesbianas les decían “tortilleras”]. Se decía “las del gremio”. A veces podía ser una mujer soltera y católica, como la que se metió en mi oficina en Crítica y se me desnudó. “¿Usted renunciaría a esto?”, me dijo... Sin embargo, no recuerdo haber visto nunca una mujer desnuda. Siempre estaban en camisón o en enaguas, qué sé yo... A lo sumo nos besábamos y nos acariciábamos... En ese entonces no se conocía ni clítoris, ni orgasmo. Con la chica de Gualeguaychú yo había actuado como con una especie de instinto. Había leído El pozo de la soledad. Pero yo no me sentía tan indigna como la protagonista, me parecía una cosa natural... Ahí empecé a pensar qué pasaba conmigo. Yo prefería una relación “normal” o lo que en ese momento consideraba una relación “normal”, me parecía que estar con una mujer era una cuestión condenada.
Emma Barrandéguy

De la misma época datan los primeros cuentos de Silvina Ocampo de los que emerge «una voz lesbiana», «Carta perdida en un cajón» (1959) y «El lazo» (1961), a los que más adelante seguirían otros como «Memorias secretas de una muñeca» (1987) y «El piano incendiado» (1988). En 1959 fue editada en Buenos Aires la novela Un ángel de bolsillo de la escritora uruguaya Ofelia Machado Bonet, sobre una joven uruguaya que mantiene un romance con una mujer casada argentina; fue premiada en el Concurso Internacional de Narrativa Editorial Losada de 1959.
La revolución sexual de los años 1960, el avance del feminismo y los nuevos espacios ocupados por las mujeres, la moda unisex, el arte pop, el hippismo y el psicoanálisis, abrieron camino para que el lesbianismo comenzara a explicitarse. Varias mujeres lesbianas entrevistadas sobre sus historias personales señalaron que las transformaciones de la década de 1960 «habilitaron espacios de experimentación sobre sí mismas, sobre sus sensaciones y sobre sus cuerpos», incluso para mujeres que no se consideraban lesbianas.

Aun con ese aire libertario en la Argentina de fines de la década de 1960 todavía no se podía hablar de lesbianismo. Ser lesbiana, como afirma Alicia, podía experimentarse como “ser un judío en la Alemania nazi”. Siguiendo los relatos, persistía un temor al señalamiento, a la descalificación de vecinos, amigos, compañeros de trabajo. No obstante, las mujeres que amaban a otras mujeres se reconocían, se encontraban, se divertían y socializaban. Más o menos a escondidas, en las parties o en sus casas, departamentos o quintas del Tigre... Tampoco se autodefinían como lesbianas. Sin embargo, estas mujeres que se identificaban desde su deseo, sus prácticas y sus afectos hacia otras mujeres ensayaban nuevas subjetividades y nuevas formas de devenir mujer.

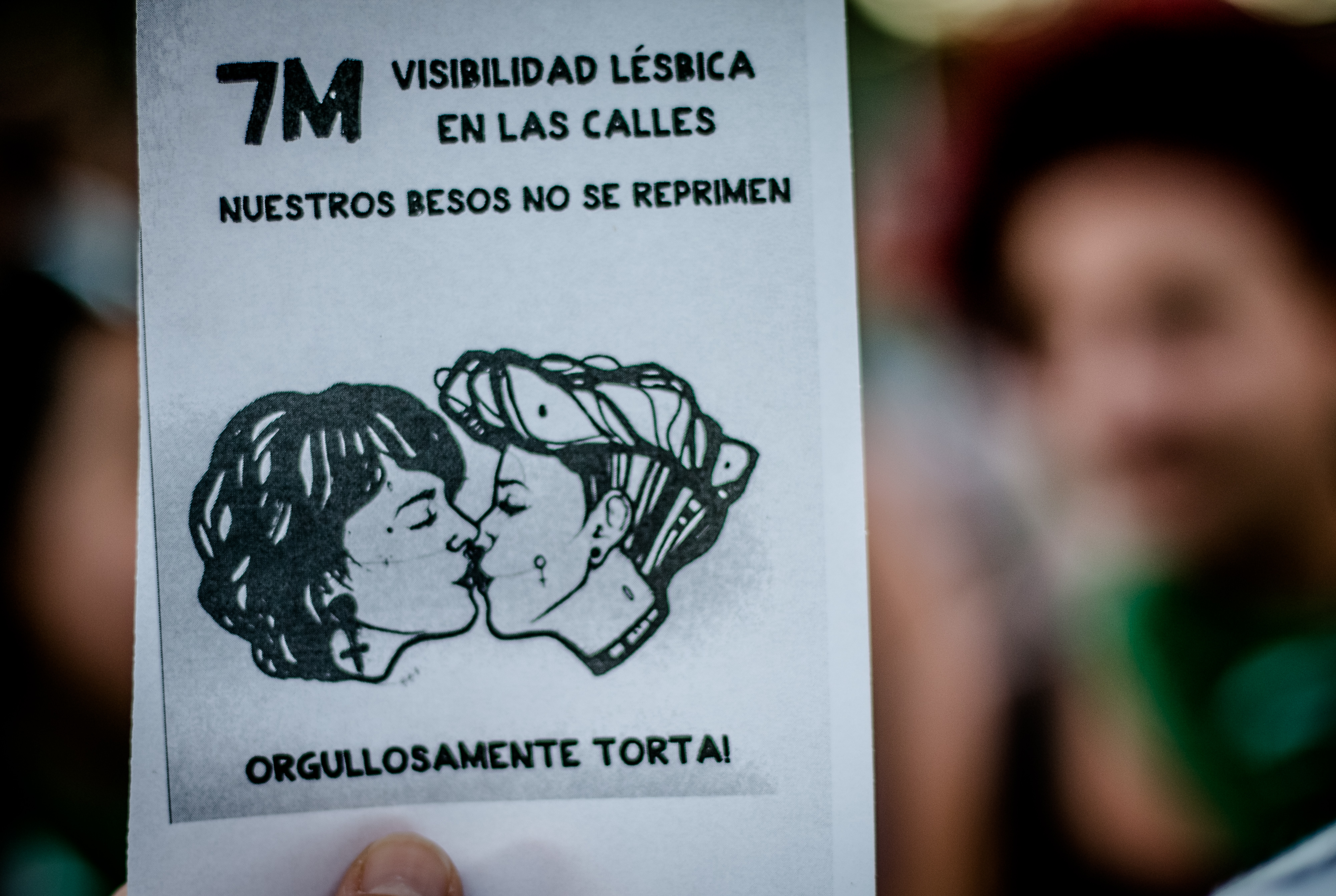
Volante reclamando la visibilidad lésbica en 2018.

En el cine argentino la representación de gais, lesbianas, bisexuales, personas trans e intersexuales, osciló entre la invisibilidad, la caricatura y el desdén, o la inmoralidad. El lesbianismo aparece asociado a un subgénero del cine policial que es el género de cárcel de mujeres, como Mujeres en sombra (Catrani, 1951) y Deshonra (Tinayre, 1952). El crítico Fernando Martín Peña ha observado que parece haber en estas películas una pedagogía moralizante: «si la mujer es lesbiana merece estar tras las rejas». El tabú del lesbianismo se puso de manifiesto en el radicalmente distinto impacto que tuvieron dos películas de los cineastas Fernando Ayala y Héctor Olivera, una sobre homosexualidad masculina y otra sobre lesbianismo. Ayala y Olivera mantenían una relación sexo-amorosa secreta y empezaron por entonces a incluir componentes LGBT en sus películas. La primera fue El jefe (1958), que tuvo un gran éxito de público y en la que una patota de varones le pinta forzadamente senos a otro hombre, por no tener sus mismos códigos de virilidad. El resultado fue muy distinto cuatro años después, en 1962, cuando realizaron Huis Clos (A puerta cerrada), que protagoniza una mujer lesbiana cuyo deseo no se detiene ni con la muerte y que por su temática se volvió una película maldita. Debe mencionarse también el film Safo, historia de una pasión (1943), de Carlos Christensen, que aunque no incluye en ningún momento una relación lésbica, asocia subrepticiamente mediante el título, al lesbianismo con la pasión y la sexualidad de una «mujer fácil».
En esas condiciones al finalizar la década de 1960, brotó un movimiento liderado por una primera ola de organizaciones LGBT, que sería interrumpida por el terrorismo de Estado, menos de una década después.

## 1967-1976: las primeras organizaciones

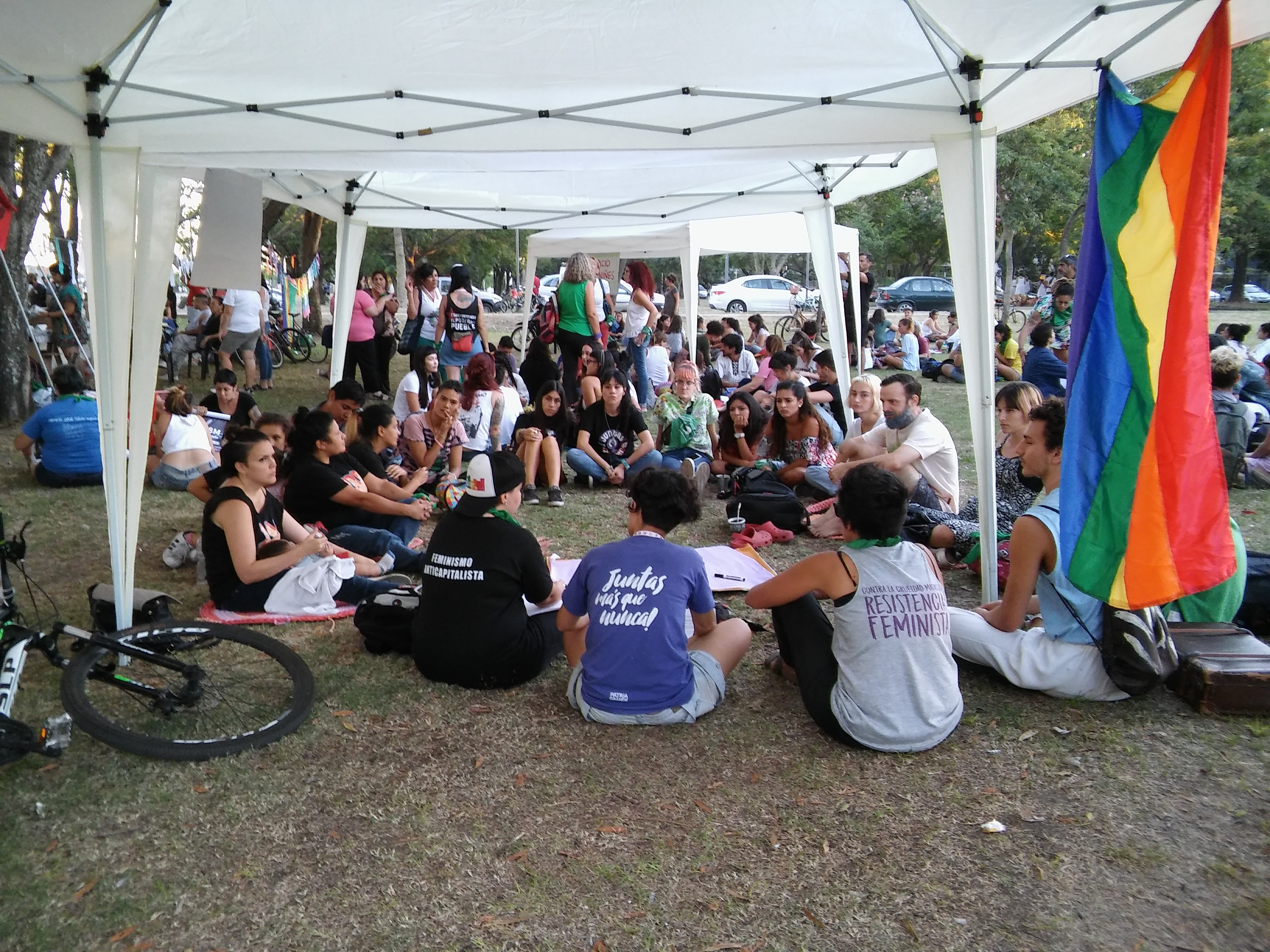
Actividades realizadas en el Parque Federal de Santa Fe durante el Día de la Visibilidad Lésbica #7M de 2018.

En la segunda mitad de la década de 1960 y durante los primeros años de la década de 1970, especialmente durante el llamado tercer peronismo (1973-1976), surgió y tuvo lugar un excepcional desarrollo -considerando la época y la región- del movimiento LGBT+. El movimiento fue iniciado en 1967 por un grupo de hombres homosexuales conocidos como Nuestro Mundo.
Un año antes, la periodista y activista feminista queer argentina Martha Ferro, publicó en el periódico Come Out, órgano del Frente de Liberación Gay de Estados Unidos, el poema lésbico «Ovario uno».
En 1971 el Grupo Nuestro Mundo se integró con otros grupos para formar el Frente de Liberación Homosexual (FLH). El FLH estaba liderado por Néstor Perlongher y constituido mayoritariamente por hombres gais, aunque del grupo inicial participó también Adelaida Gigli. Integrado por varios grupos autónomos, en 1972 se formó el Grupo Safo, que congregaba a las mujeres lesbianas. A pesar de ello el lesbianismo mantuvo un mayor grado de invisbilización que la homosexualidad masculina, derivada de la condición de «tabú de los tabúes» que había desarrollado. Las integrantes de Grupo Safo eran anónimas y no se ha podido conocer sus nombres. 
Ese mismo año de 1972 se suicidó Alejandra Pizarnik, «la poeta que temía a la palabra 'homosexual'», como ha sido definida repitiendo lo que ella misma escribió en sus Diarios, atrapada en una cultura que aunque empezaba a abrirse a la diversidad sexual, aún mantenía un nivel de discriminación e invisibilización especialmente devastador cuando se trataba de lesbianismo, bisexualidad, sadomasoquismo o sexualidad queer. Considerada la última poeta maldita, su poesía explora como pocas «el sufrimiento y la locura»: «Escribir con mi cuerpo el cuerpo del poema», decía. Al morir, Pizarnik dejó una serie de diarios que fueron publicados previa censura de los mismos dispuesta por su familia, con el fin de excluir principalmente los párrafos en los que la poeta se refería a sus amores y relaciones sexuales con otras mujeres. La supresión en los Diarios de Alejandra Pizarnik de toda referencia a sus relaciones eróticosexuales con otras mujeres son un ejemplo del grado de invisibilización y valoración negativa que alcanzó el lesbianismo en Argentina, en mucho mayor grado incluso que la homosexualidad masculina.

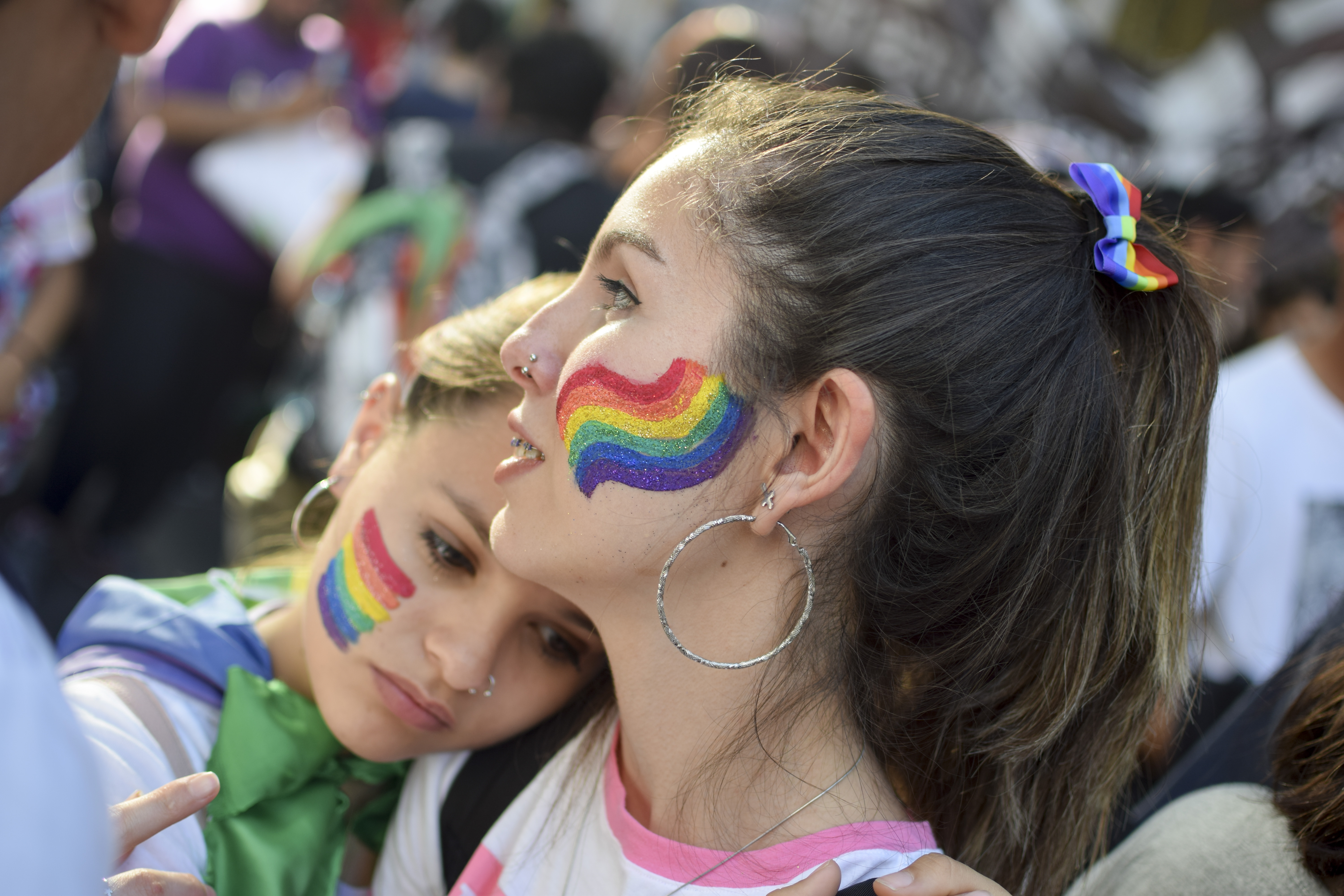
27.ª Marcha del Orgullo. Buenos Aires. 2018

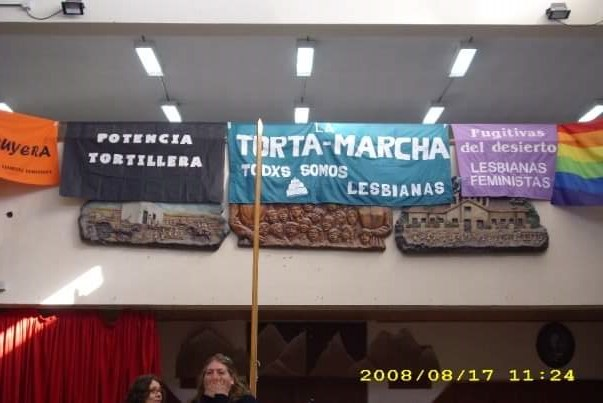
23° Encuentro Nacional de Mujeres 2008. Neuquén

El Grupo Safo tuvo un papel marginal dentro del FLH, ya que las mujeres lesbianas priorizaron su militancia en las organizaciones feministas. El nombre elegido convocaba a la poeta griega Safo de Lesbos, de donde proviene la denominación de «lesbianas». La identidad de la mayoría de sus integrantes ha permanecido desconocida, aunque protagonistas de la época han señalado entre ellas a Ruth Mary Kelly, una militante prostituta que articulaba la lucha en defensa de los derechos de las trabajadoras sexuales con el feminismo, que había publicado Memorial de los infiernos, un desgarrador testimonio de vida cruzada por la violencia institucional psiquiátrico-policial y el abuso. Algunos de sus documentos aparecen firmados por Ana N. Diaman. El grupo no solo adoptó una postura de defensa de la legitimidad del amor y la pasión sexual entre mujeres, sino que también adoptó una postura feminista, de fuerte cuestionamiento hacia los roles de género y el machismo, incluso dentro del emergente movimiento LGBT. Uno de sus documentos sostiene:

Para los heterosexuales es macho/hembra, marido/esposa… para los homosexuales es activo/pasivo, macho/loca. Los seres humanos se cosifican, al ser tratados como propiedad, como si una persona pudiera ser dueña de la otra.

En 1972 el diario La Opinión publicó que dos militantes del Grupo Safo habían pintado en una estación de subte de Buenos Aires la inscripción «Lesbianas no están solas», siendo agredidas por un hombre.
Simultáneamente surgieron organizaciones feministas de la segunda ola, focalizada en los derechos sexuales y los roles sociales: la Unión Feminista Argentina (UFA) liderada por la cineasta María Luisa Bemberg y el Movimiento de Liberación Femenina (MLF) liderado por María Elena Oddone. Ambos movimientos, el FLH y los grupos feministas se vincularon e incluso se superpusieron en sus acciones, especialmente en el cuestionamiento de los roles femeninos y masculinos. Muchas mujeres lesbianas o bisexuales concentraron su militancia en el movimiento feminista, como las escritoras Hilda Rais, Sara Torres y Leonor Calvera o la dramaturga Marta Miguelez, postergando la identidad lésbica como tal: «El lesbianismo no se verbalizaba... El rótulo de feminismo igual lesbianismo tenía un peso negativo tremendo en ese entonces», dice Hilda Rais:

La retórica sofocante de la dependencia de la sexualidad de las mujeres respecto de la sexualidad del compañero varón acosaba a todas (y todos), pero era todavía más insoportable para las mujeres lesbianas, quienes componían un número para nada desestimable en los grupos. En la UFA, al menos tres figuras centrales
eran lesbianas y padecían de igual modo el régimen de normalidad (hetero)sexual imperante en el marco de la llamada “revolución sexual”... Sin embargo, esta situación no despertó entre las lesbianas la convicción de que fuera imperiosa una militancia específica. Tampoco las convencieron de ello los militantes del FLH.

El vínculo entre los movimientos de liberación feminista y homosexual se concretó en la creación del Grupo Política Sexual (GPS), ámbito de encuentro al que asistían Perlongher, Hilda Rais, María Elena Oddone, Sara Torres, Osvaldo Baigorria, Norma y Pablo Lamas, Eduardo Todesca, Mónica Guiraldez, Ruth Mary Kelly, entre otras personas.
El GPS elaboró colectivamente en septiembre de 1973 un documento titulado «La moral sexual en la Argentina», que no fue publicado pero fue distribuido ampliamente entre militantes feministas y homosexuales. Allí se cuestiona «la familia patriarcal monogámica» y «el modelo heterosexual compulsivo y exclusivo, con supremacía de la genitalidad y en especial del genital masculino, símbolo de la potencia y el poder que después son	proyectados al resto de	las	relaciones sociales, encasillando al varón y a la mujer en roles sexuales jerarquizados, respectivamente 'activos' y 'pasivos'. Al mismo tiempo que se subestiman o reprimen las prácticas sexuales no -genitales y no- procreativas, como la homosexualidad y todo lo que en psiquiatría fue dado en llamar 'perversiones'», cuestionando que se trate de una enfermedad. El documento cuestiona la inseparabilidad del amor con el sexo, reivindica los métodos anticonceptivos, especialmente la píldora y el aborto, pero no menciona explícitamente el lesbianismo, las identidades transgénero ni la bisexualidad.
Durante el brevísimo interregno democrático del «tercer peronismo» entre mayo de 1973 y marzo de 1976 (presidencias de Cámpora, Perón y en menor medida Isabel) pudieron germinar y ampliar sus incipientes bases el FHL y las organizaciones feministas, poniendo en cuestión por primera vez los prejuicios machistas y heteronormativos. Durante el gobierno de Cámpora, la represión policial a los homosexuales prácticamente desapareció, inaugurándose una “primavera” de dos meses en la que hombres homosexuales,lesbianas y trans se manifestaron y fueron recibidos por vez primera por altos funcionarios del Estado, algo impensable apenas unos meses antes. Simultáneamente el FLH lanzó la revista Somos, primera en su tipo en América Latina, y el periódico Homosexuales, este último con una tirada de 5000 ejemplares. Pese a ello la totalidad de las fuerzas políticas de la época adoptaron una posición homofóbica y dieron la espalda a los reclamos del FLH. Deberían pasar aún tres décadas para que las fuerzas políticas argentinas incluyeran en sus programas las reivindicaciones de la diversidad sexual.
En los casi tres años del interregno democrático peronista se realizaron algunas películas con temáticas homosexuales y transgénero. Con respecto a la representación de la sexualidad lésbica en el cine nacional se encuentra la película Fuego de Armando Bó, protagonizada por Isabel Sarli, sobre una mujer bisexual enviada a Estados Unidos para ser «curada» de su «ninfomanía», donde se registran las primeras escenas de sexo lésbico explícito, dirigidas a excitar a un público casi exclusivamente masculino con un enfoque que en la época era considerado como «cine pornográfico». El cine lésbico del subgénero de cárcel de mujeres volverá a estar representado en Las procesadas (Carreras, 1975).
En febrero de 1975, la revista El Caudillo, órgano de la organización terrorista parapolicial Triple A, publicó un número con la consigna de tapa de "Acabar con los homosexuales", donde sostenía que el marxismo utilizaba la homosexualidad para "enviciar y corromper al pueblo" y convocaba a sus simpatizantes a formar brigadas para dar caza a los homosexuales y "encerrarlos o matarlos”. Pese a las amenazas el FLH continuó funcionando un año más, hasta que en enero de 1976, dos meses antes del golpe, deja de aparecer la revista Somos. Un mes y medio después se instalaba una dictadura que implantó un régimen de terrorismo de Estado, que arrasó con todos los movimientos sociales, políticos y sindicales, incluyendo el movimiento LGBT+.

## Última dictadura y desaparecidos LGBT+

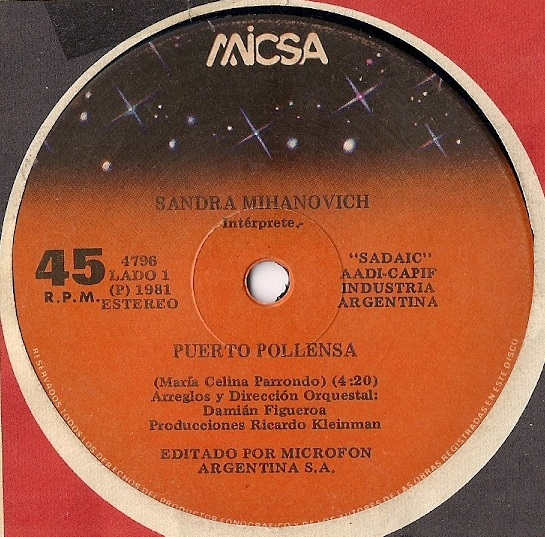
En medio de la dictadura que tomó el poder en 1976 y erradicó el movimiento LGBT+, Sandra Mihanovich lanzó el simple "Puerto Pollensa" compuesto por Marilina Ross, que fue adoptado como un himno del amor homosexual.

El Proceso de Reorganización Nacional erradicó el movimiento LGBT+ y muchos de sus miembros se encontraron entre los miles de personas desaparecidas. Al menos 400 personas con identidades u orientaciones sexuales LGBT+ fueron detenidas-desaparecidas durante la última dictadura, siendo sometidas por ello a tratos especialmente degradantes e inhumanos.
La Comisión de la Memoria de la Provincia de Buenos Aires ha revelado que la policía bonaerense investigaba y fichaba a las personas por su orientación sexual, con categorías como "conducta lesbiana”, “costumbres demasiados liberales”, “amanerado”, “temperamento afeminado”, “invertidos”, “amanerados”, “nunca se lo ve acompañado con personas del sexo opuesto”.
En un hecho excepcional, durante la dictadura, entre 1980 y 1983, funcionó un sótano ubicado en el barrio de San Telmo gestionado por Martha Ferro, que convocaba a algunas decenas de mujeres lesbianas y feministas del Partido Socialista de los Trabajadores (PST), de ideología trotskista (las «troskas» ocuparon un lugar destacado en el movimiento feminista y lésbico). El perfil social e ideológico de aquellas mujeres se apartaba y cuestionaba el modelo de las betters de clase alta, y se denominaban a sí mismas como «karmáticas», en una época en que la palabra «lesbiana» tenía un fuerte peso peyorativo.
Paradójicamente, con el inicio de la dictadura genocida en 1976, se publicaron dos novelas fundamentales de la literatura LGBT+ argentina: El beso de la mujer araña (1976), de Manuel Puig y Monte de Venus de Reina Roffé, esta última considerada como «texto inaugural» de la literatura lésbica argentina. En 1981 Sandra Mihanovich lanzó el simple «Puerto Pollensa» compuesto por Marilina Ross, que sería adoptado como un himno del amor homosexual. También en 1981 se publicó En breve cárcel de Sylvia Molloy, considerada también una obra pionera para la literatura lésbica argentina, en la que una mujer espera a otra que fue en algún momento su pareja y mientras espera, escribe; la novela fue publicada en Barcelona porque ninguna editorial argentina quiso hacerlo por considerarla «subversiva», pero circuló dentro del país mano a mano, fotocopiada.

## Años '80: surgimiento del colectivo lésbico

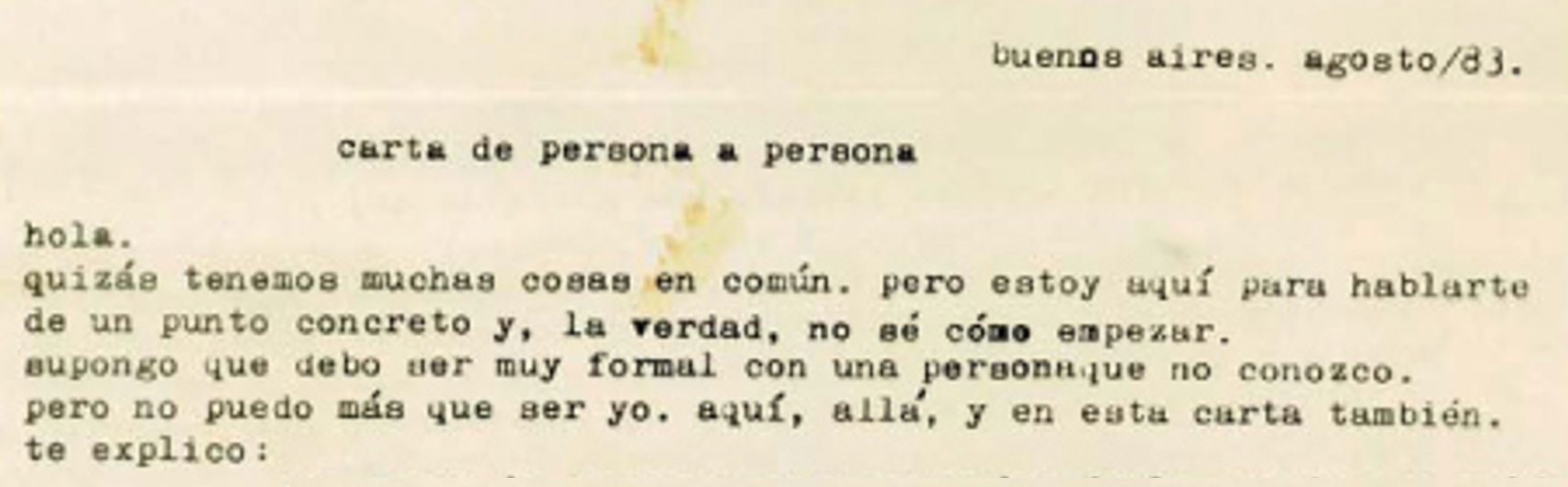
«Carta de persona a persona» (1983). Escrita a máquina por Elena Napolitano, era entregada mano a mano cuando la dictadura aún estaba en el gobierno y no se habían formado ningún grupo LGBT.

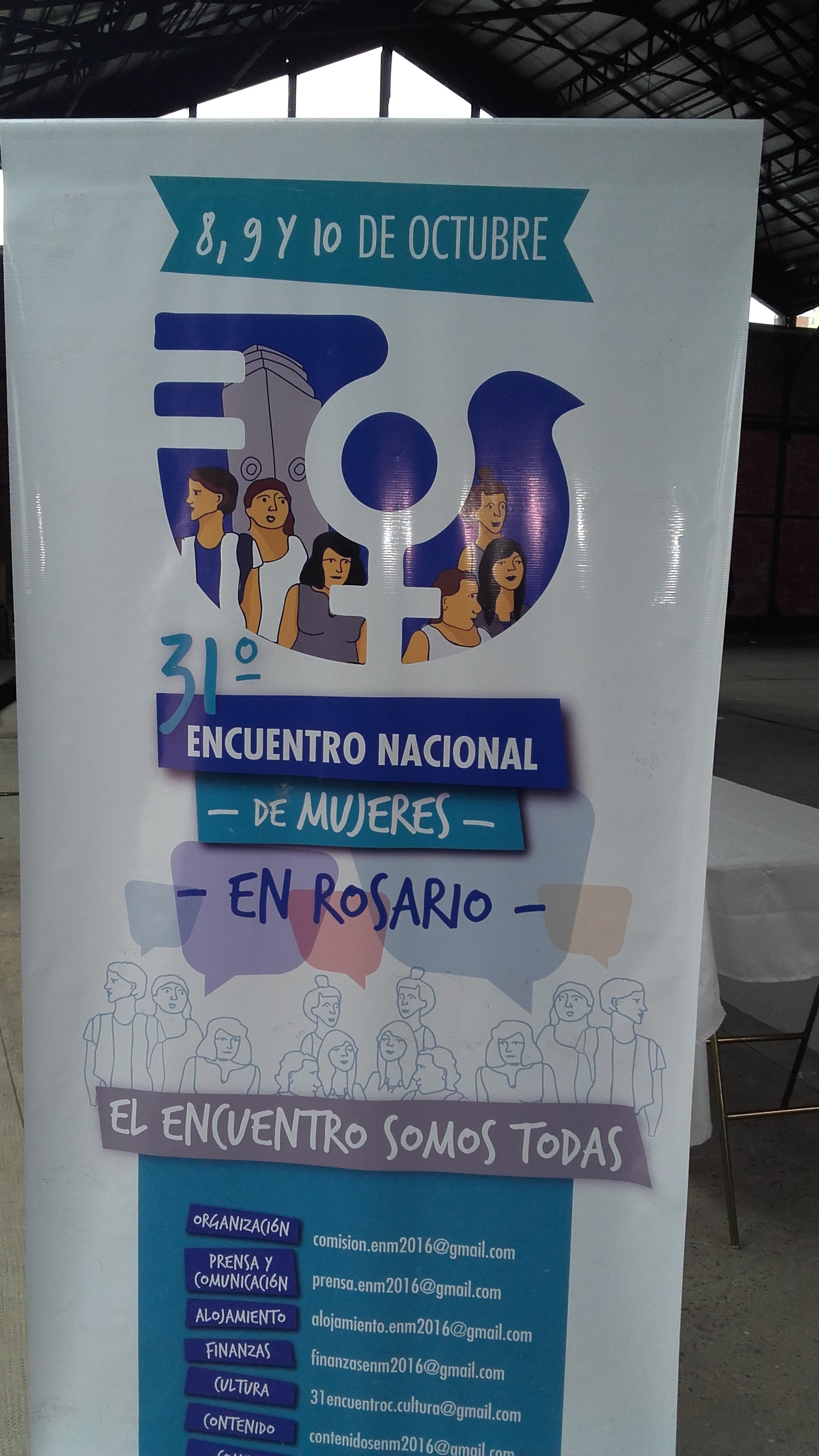

La novelas de Reina Roffé y Sylvia Molloy, así como la significación dada al éxito de «Puerto Pollensa» eran señales de que la sexualidad lésbica intentaba salir de la clandestinidad para emerger como sujeto. En junio de 1982 la Argentina fue derrotada en la Guerra de Malvinas, provocando el colapso de la dictadura y obligando a los militares a convocar a elecciones libres. La militancia por los derechos LGBT comenzó entonces a recuperarse lentamente y con ella la militancia lésbica con identidad propia.
En agosto de 1983, cuando la dictadura si bien debilitada aún se encontraba en el poder y faltaban todavía más de dos meses para que se realizaran las elecciones, Elena Napolitano salió a la calle para repartir en mano a otras mujeres una esquela redactada por ella misma titulada «Carta de persona a persona», en la que convoca a «empezar otra vez» la militancia gay, pero incluyendo ahora explícitamente la problemática lésbica. La Carta de Napolitano, que en ese momento contaba con 23 años y pertenecía al Grupo Federativo Gay (que había convocado Marcelo Benítez), está redactada en primera persona de una mujer a otra mujer y es considerada un momento inaugural en la génesis del movimiento lésbico de Argentina.

Napolitano alza una voz lesbiana que se vuelve visible y no solo ejerce la acción individual y subjetiva de nombrarse en el espacio público, sino que expone un deseo colectivo desde una comunidad afectiva.

El retorno a la democracia en diciembre de 1983 impulsó la recuperación del movimiento por los derechos LGBT+ y que se consolidara la identidad militante lésbica. La estrategia del movimiento se focalizó en la visibilidad.
En el marco de la indignación generada por la postura del gobierno alfonsinista de considerar la homosexualidad una «enfermedad», avalar la continuidad de las razias policiales y la criminalización de la «ostentación» de homosexualidad mediante edictos policiales, en abril de 1984 gran cantidad de personas homosexuales se autoconvocaron para crear la Comunidad Homosexual Argentina (CHA), cuyo presidente fue Carlos Jáuregui y cuya vicepresidenta fue la sindicalista de UPCN Teresa de Rito, una expresión del notable avance en visibilidad que estaba logrando el movimiento lésbico. En mayo apareció en la tapa de la revista Siete Días la primera exposición pública de dos hombres homosexuales abrazados, y en julio, Napolitano se convierte en la primera mujer argentina en presentarse como lesbiana con su nombre y apellido en un medio de comunicación, al participar de un reportaje de la revista Dar la cara, en el que también fueron publicadas fotografías suyas.
A mediados de 1984 Sandra Mihanovich lanzó su versión en español de la canción «I Am What I Am» de Gloria Gaynor (intérprete también de «I Will Survive») con el título de «Soy lo que soy», que obtuvo un extraordinario éxito y se transformó en una «canción emblema» para los colectivos LGBT+, expresiva también de la dificultad para decir en público palabras como «homosexual», «lesbiana» y «trans».
En noviembre de 1984 la escritora y militante feminista Hilda Rais, presentó en la Primera Jornada Anual feminista, organizada por ATEM-25 en Lugar de Mujer, un documento que proponía debatir por primera vez el lugar del lesbianismo en el feminismo: «Lesbianismo: Apuntes para una discusión feminista». Rais era ella misma lesbiana, pero lo mantenía en reserva y concentraba su militancia en el ámbito estricto del feminismo. El documento ponía sobre la mesa un conflicto que ya había estado presente, aunque soterrado, en los inicios de la década de 1970 y que atravesaría en las décadas siguientes las relaciones entre feminismo y lesbianismo. «El feminismo de los inicios de los ochenta es básicamente heterosexual, blanco, universitario, mujeril y separatista», dice la investigadora y activista Mabel Bellucci.
En 1985 visitó Argentina la militante lesbiana española Empar Pineda que tuvo un efecto disparador de la militancia lesbofeminista local. En 1986 comienza a organizarse un grupo de mujeres feministas lesbianas lideradas por Adriana Carrasco e Ilse Fuskova que en 1987 dieron origen a los Cuadernos de Existencia Lesbiana, considerada la primera publicación lésbica de Argentina, lanzada para ser distribuida durante el acto por el Día de la Mujer. Los Cuadernos convocaron a un grupo de mujeres de distintas edades e ideas políticas, con predominio del peronismo. El 8 de marzo de 1988 siete mujeres del grupo de Cuadernos de Existencia Lesbiana y del Grupo Autogestivo de Lesbianas (GAL), aparecieron en el acto con vinchas de color lila que decían «Apasionadamente Lesbiana», constituyendo la primera vez en Argentina que un grupo de lesbianas se presentan como tales en el espacio público. Las siete mujeres fueron Adriana Carrasco, Araceli Bellota, Julián García Acevedo (que en ese momento no había transicionado a varón), Elena Napolitano, Ilse Fuskova, Ana Rubiolo y una mujer llamada Graciela.

Para 1986 las lesbianas en Argentina no existíamos. "Lesbiana" era un término clínico que nos etiquetaba como desviadas y un montón de cosas más, con connotaciones negativas. Ni hablar de las terapias psiquiátricas y conductivistas para sacarle el lesbianismo a la paciente. Todas terapias del horror. El caso paradigmático fue el de La Raulito en manos del psiquiatra Marchant. Ninguna quería ser esa lesbiana, ni la tortillera, ni la marimacho, ni la pan con pan, ni la indecible. Nosotras, un grupo pequeño del que formamos parte entre otras con Ilse Fuskova, María García Acevedo, Ana Rubiolo y Araceli Bellotta, nos paramos delante de todes y dijimos: «Existimos, somos apasionadamente lesbianas».
Adriana Carrasco

La visibilidad como objetivo prioritario planteado por las mujeres lesbianas sacó a la superficie la invisibilización y postergación que el movimiento feminista había venido haciendo del lesbianismo y sus reclamos puntuales.
En 1986 se realizó por primera vez el Encuentro Nacional de Mujeres, un evento abierto, autónomo, auto-convocado, democrático, pluralista, autogestionado, federal y horizontal, inédito en el mundo, en el que mujeres se reúnen durante tres días para formarse, intercambiar ideas, participar de talleres y debatir, que se realizaría en adelante todos los años, en una ciudad distinta cada vez, y que se volvería el principal evento feminista del país. Las mujeres lesbianas y sus grupos de pertenencia darían una especial importancia a la asistencia a los Encuentros y a la organización en los mismos de temáticas lésbicas. Los primeros encuentros reunieron entre 1000 y 3000 mujeres, que fueron aumentando progresivamente: 7.000 en 1995, 13.000 en 2000, 20.000 en 2005, 25.000 en 2010, 50.000 en 2015 y 200.000 en 2020.
En 1988 se creó el Grupo Autogestivo de Lesbianas (GAL), dentro de la asociación feminista Lugar de Mujer, que sacó la publicación Codo a Codo, donde militaban entre otras Adriana Carrasco y Ana Rubiolo; se disolvió al año siguiente debido a la oposición de las feministas heterosexuales. La conflictividad de las mujeres feministas heterosexuales con las mujeres lesbianas se evidenció también ese mismo año, en Mitominas II: «Los mitos de la sangre», una gran muestra de arte feminista en el Centro Cultural San Martín, administrado por la Municipalidad de la Ciudad de Buenos Aires, donde Ilse Fuskova presentó a la muestra cinco fotografías de dos mujeres desnudas, tocándose y pintándose con sangre menstrual, que fueron censuradas por las propias artistas feministas que organizaban la muestra.
En noviembre de 1989 se realiza en Buenos Aires un Encuentro de Filosofía Lesbiana. Simultáneamente Ilse Fuskova (con el nombre de Ilse Kornreich) publicó en la revista feminista Brujas, un artículo titulado «El continuum lesbiano», que tendría una fuerte influencia sobre la comunidad, tomando el concepto de Adrienne Rich, proponiendo que el lesbianismo iba más allá de la relación sexual entre mujeres, para instalarse en una «profunda experiencia vincular entre mujeres», que cuestionaba la norma heterosexual, «tanto si nos identificamos como lesbianas como si no».
En el marco de lo que se llamó «el destape alfonsinista», aparecieron por primera vez películas mostrando relaciones sexo-amorosas entre hombres (aunque sin mostrar escenas sexuales, incluso «tapando» un beso entre dos varones detrás de una botella), como Adiós Roberto (Dawi, 1985) y Otra historia de amor (Ortiz de Zárate, 1986). Como contrapartida los contenidos lésbicos volvieron a encontrarse en escenas eróticas dirigidas al público heterosexual masculino, del género de mujeres encarceladas, como Atrapadas (Di Salvo, 1984) y Correccional de mujeres (Vieyra, 1986).

## Década de 1990
En 1990 Sandra Mihanovich y Celeste Carballo, que eran una pareja ero-afectiva, lanzaron el álbum Mujer contra mujer con una portada en la que aparecen ellas dos aparentemente desnudas en una postura claramente amorosa. El hecho causó un «gran revuelo» y tuvo un alto impacto público. En una entrevista televisiva con el conductor Juan Alberto Badía, Celeste Carballo dijo por primera vez en la televisión argentina que era «lesbiana» y habló de los prejuicios, ante la manifiesta incomodidad de aquel', en un reportaje histórico. La periodista Morena Pardo recuerda el impacto que tuvo la interpretación del tema que hicieron a dúo en el programa de Susana Giménez:

Es el año 1990. Sandra Mihanovich y Celeste Carballo se sientan en el sillón de Susana Giménez, en una entrevista llena de silencios y ambigüedades: ellas son pareja y no lo esconden, pero tampoco es que se hable de eso. La música vuelve explícito todo lo tácito. Cantan «Mujer contra mujer», el más tema más explícitamente lésbico de su repertorio (y posiblemente por eso de los más icónicos y recordados). La interpretación es tan intensa que si se besaran, sería casi redundante. O no, pero en las miradas y los gestos está el deseo, voluntariamente mostrado. Hay dos lesbianas cantando(se) en televisión y un montón de tortas mirando en sus casas se sienten empoderadas, identificadas, un poco menos solas en el mundo.

En 1990 se constituye el Frente Sáfico (FreSa) reuniendo a las cuatro agrupaciones de lesbianas existentes: el grupo reunido alrededor de los Cuadernos de Existencia Lesbiana, el Grupo Autogestivo de Lesbianas, Las Lunas y Las Otras y Lilith.
En 1990 se crea Las Lunas y Las Otras, grupo de militancia lesbiana y feminista que se mantendría hasta 2011, integrada entre otras por la artista musical Silvia Palumbo. En agosto de 1992 Las Lunas y Las Otras organizaron la Jornada de las Lunas, primer encuentro de lesbianas realizado en la Ciudad de Buenos Aires.
En 1991, el tradicional programa Almorzando con Mirtha Legrand, uno de los de mayor audiencia del país, dedicó el programa entero al tema «homosexualidad» (sic), donde fueron invitadas la mujer transexual Alejandra Beatriz Costa (presentada por Mirtha Legrand como «un personaje muy especial», quien a su vez se autodefinió como «travesti operado»), Ilse Fuskova en representación del colectivo de lesbianas y Rafael Freda, presidente de la Comunidad Homosexual Argentina (CHA). Por primera vez militantes LGBT aparecían con sus nombres y apellidos en un programa masivo de televisión. El programa tuvo 36 puntos de rating (un 36% de la audiencia) y causaron un fuerte impacto en la organización de lesbianas; Fuskova recibió decenas de cartas y llamados telefónicos que la llevaron a crear el grupo Convocatoria Lesbiana.
En 1992 el presidente Carlos Menem otorgó la personería jurídica a la Comunidad Homosexual Argentina, dejando sin efecto la resolución de la Inspección General de Justicia convalidada por el Poder Judicial.

### La primera Marcha del Orgullo

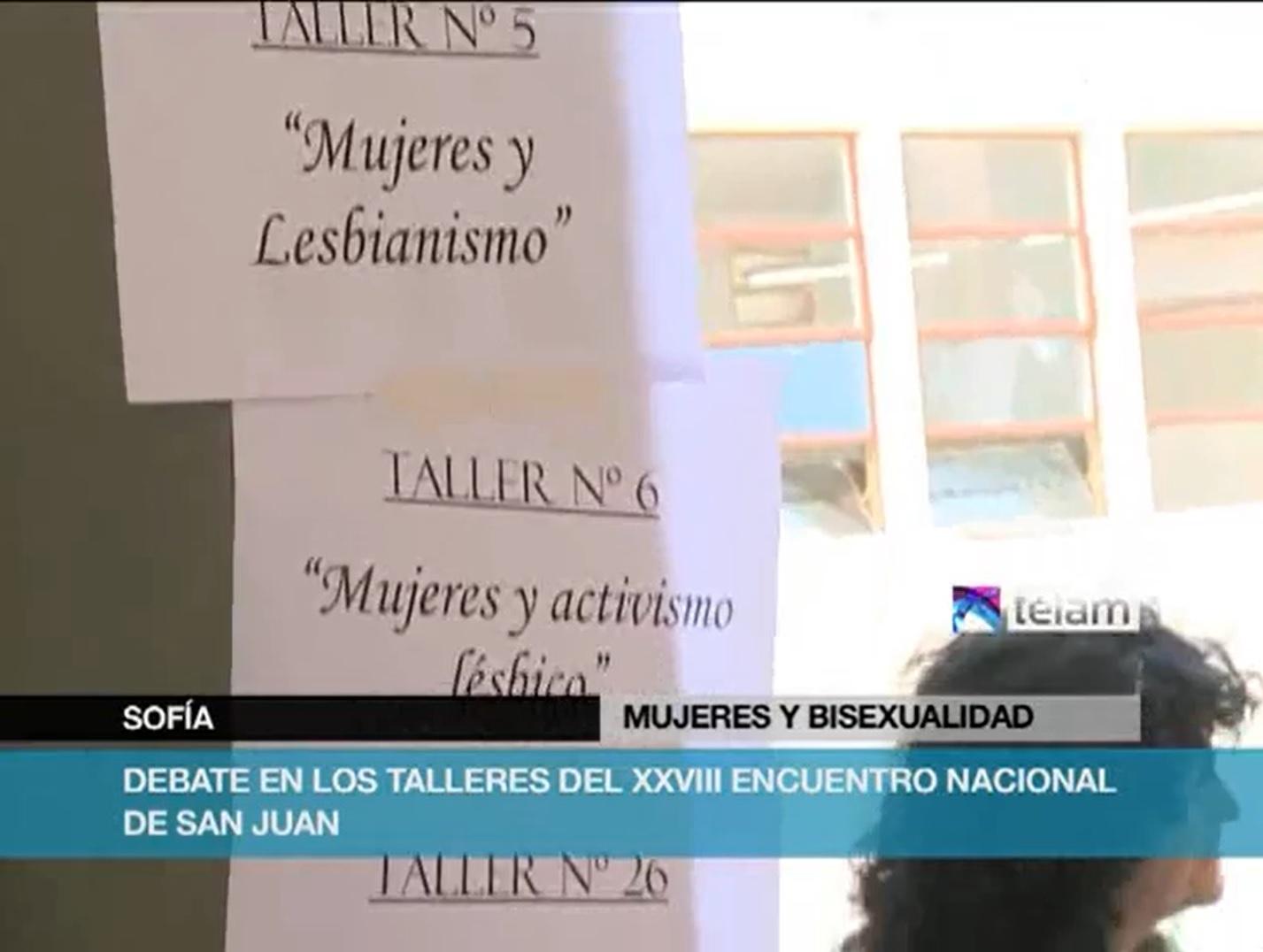
Talleres de lesbianismo en el Encuentro Nacional de Mujeres de 2013 en San Juan.

En 1992 se realizó la primera Marcha del Orgullo como culminación de una Semana del Orgullo Lésbico Gay, en la que se realizaron diversas actividades artísticas, culturales e informativas. La participación de los grupos lesbofeministas fue problemática porque implicaba colaborar con hombres que, como ya se había evidenciado, postergaban la lucha lésbica y no tenían conciencia real de las implicancias de género en el patriarcado, que impone una doble discriminación para las lesbianas. El grupo de Cuadernos de Existencia Lesbiana tomó la decisión de participar y de ese modo Carlos Jáuregui e Ilse Fuskova fueron el eje de la comisión organizadora inicial. La Comisión fue integrada también por el pastor Roberto González de la Iglesias de la Comunidad Metropolitana (ICM), donde participaban un grupo considerable de lesbianas y travestis. El colectivo Las Lunas y las Otras decidió realizar actividades durante la semana pero no participar en actos ni en marchas integrados por varones. Pese a ello Alejandra Sardá, una de las referentes de Las Lunas y Las Otras, decide participar también de la marcha y el acto a título individual.
El comité de organización se conformó finalmente con las siguientes agrupaciones: Gays por los Derechos Civiles (Gays DC), Convocatoria Lesbiana (Ilse Fuskova), TRANSDEVI (Karina Urbina), SIGLA (Rafael Freda), ISIS (Andrés Frebalo), Cuadernos de Existencia Lesbiana (Lydia Markos), ICM (pastor Roberto González) y el Centro de Documentación en Sexualidad (CEDOSEX). Por primera vez en la Argentina, se realizaba una actividad transverasl a diversas organizaciones LGBT.
El 28 de junio de 1992 se inició la Semana del Orgullo Lésbico Gay con una volanteada y una misa en la Iglesia de la Comunidad Metropolitana El 3 de julio se realizó la marcha desde el Cabildo hasta el Congreso. Las estimaciones varían, porque la marcha se mezcló con una protesta docente. Jáuregui, en el discurso que pronunció en el Congreso dijo: “Esta vez fuimos treinta, el
año próximo vamos a ser cien, después mil y después cien mil y vamos a venir todos los años», mientras que los asistentes respondieron «¡Sí, Sí, Sí! Otros organizadores calcularon que los asistentes eran unos doscientos o trescientos. Frente al Congreso se leyó una declaración firmada por las ocho organizaciones:

Los derechos humanos y civiles de las personas gays y lesbianas y todas las otras minorías sexuales en la Argentina son violados. Que así, un millón y medio de personas son discriminadas por la sociedad y el Estado. Aunque intentan educarnos para la vergüenza, los gays y las lesbianas de Argentina estamos orgullosos de nuestra forma de amar.

Hubo adhesiones y expresiones de solidaridad por parte de entidades defensoras de los derechos humanos, como las Madres de Plaza de Mayo, partidos políticos y otras agrupaciones. Fuskova ha contado que “los gais luchan por un espacio para la sexualidad del varón gay y hacen muchos esfuerzos para sacarse el machismo de encima. Durante la Primera Marcha les señalábamos a los varones el machismo subyacente en el idioma. Los integrantes de Gays DC son muy amigos
nuestros, sin embargo, es necesario señalarles cada vez nuestras reivindicaciones porque parecen olvidarlas”. En la marcha estaban las lesbianas de la CHA, las integrantes de Isis, Cuaderno de Existencia Lesbiana, las lesbianas próximas a la Iglesia Comunitaria Metropolitana, algunas integrantes de Las Lunas y Las
Otras y Convocatoria Lesbiana.
En 1992 se funda la Sociedad de Integración Gay Lésbica Argentina (SIGLA), un desprendimiento de la CHA presidida por Rafael Freda y Alfredo Manes, que obtendrá su personería jurídica un año después, siendo la segunda organización de diversidad sexual en obtenerla.
También en 1992 María Moreno publica El affair Skeffington, una novela anexada a un libro de poesía que obtuvo el premio al mejor libro del año y está considerada como un libro de culto y «una de las tres novelas centrales para una tradición lesbiana» (junto a En breve cárcel de Sylvia Molloy y Monte de Venus de Reina Roffé). Ambientada en el París lésbico de la Rive gauche de los «años locos» de la década de 1920, fue definida por ella misma como «el libro de las chicas que aman a las chicas y de los muchachos que aman a los muchachos».
En 1994 Mónica Santino, pionera del fútbol femenino en Argentina y expresión del lesbofeminismo popular crítico del «feminismo blanco», fue elegida presidenta de la Comunidad Homosexual Argentina (CHA). Ese mismo año Ilse Fuskova y Claudina Marek publican el libro Amor de mujeres y el arzobispo de Buenos Aires Antonio Quarracino sostuvo en su programa en la televisión estatal: 

Yo pensé si no se puede hacer acá una zona grande para que todos los gays y lesbianas vivan allí; que tengan sus leyes, su periodismo, su televisión y hasta su Constitución; que vivan como una especie de país aparte, con mucha libertad. Podrán hacer manifestaciones día por medio, podrán escribir y publicar. Yo sé que me van a acusar de propiciar la segregación. Bueno, pero sería una discriminación a favor de la libertad, con toda caridad, con mucha delicadeza y misericordia. También tengo que añadir que así se limpiaría una mancha innoble del resto de la sociedad.

En 1995 se constituyó Lesbianas a la Vista que buscó remarcar la idea de que las lesbianas son diferentes de las mujeres, que aunque puedan compartir problemas comunes, tienen vivencias y problemáticas distintas, poniendo nuevamente el acento en la necesidad de visibilizar a las lesbianas y al movimiento lésbico, que seguía padeciendo un alto nivel de invisibilización y rechazo, mientras que los grupos de varones gay habían conquistado algunos espacios e instalado algunos referentes destacados, como Néstor Perlongher, Carlos Jáuregui, César Cigliutti o Rafael Freda. Lesbianas a la Vista proponían acciones callejeras como graffitear y volantear y talleres de reflexión. También aparece el grupo Lesbianas en la Resistencia cuyo núcleo era Claudia Krist, Mónica Pavicich, Mónica Santino y Gabriela Sosti, vinculadas a las Madres de Plaza de Mayo y a la militancia de derechos humanos, Ese mismo año Frente de Lesbianas de Buenos Aires (Grupo de Reflexión y Acción Lésbica, Convocatoria Lesbiana, Mujeres de la CHA, Las Lunas y las Otras, Las Buenas Migas y lesbianas independientes) publican un «Informe argentino sobre lesbianismo: historia, situación socioeconómica, participación política», redactado por Alejandra Sardá, Claudia Csornyei, Elsa San Martín, Chela y Roxana, que daba cuenta del estado incipiente en que se encontraba la militancia lésbica y el alto grado de violencia al que estaban sometidas, incluyendo las razzias y represión policiales. Justamente el 15 de abril de 1995 se produjo la última razzia de lesbianas en Buenos Aires, en el boliche Boicot, en pasaje Dellepiane 657, donde fueron detenidas diez mujeres.

Eran años de “averiguación de antecedentes” y de edictos policiales en la ciudad de Buenos Aires, que recién fueron derogados en 1997, luego de un intenso trabajo militante. Los edictos habilitaban a la policía a acosar, extorsionar, detener y torturar a las personas gltb, funcionando como un sistema para-legal completamente inadmisible en una sociedad democrática: la policía los redactaba y promulgaba, ejecutaba los arrestos y luego dictaba las condenas, que se cumplían en las mismas comisarías. Nos paraban hasta por ir de la mano por la calle. Sí, todavía a mediados de los noventa, unos cuantos años después de la recuperación de la democracia. La peor parte la llevaban las travestis, que aparecían asesinadas con pasmosa regularidad. Las detenían por su mera existencia travesti, no importaba si solamente habían salido a la calle a comprar la comida para el almuerzo. Pero lesbianas y gays también éramos perseguidxs. La gente salía de los bares y boliches y cuando veía un patrullero cerca se soltaba de las manos, desarmaba los abrazos, interrumpía los besos.
María Luisa Peralta

Durante la década de 1990 dos ciudades, Buenos Aires y Rosario promulgaron formalmente una legislación para prohibir la discriminación por motivos de orientación sexual. En 1996, al sancionarse la Constitución de la nueva Ciudad Autónoma de Buenos Aires, se incluyó la orientación sexual entre las causas de discriminación prohibidas, por primera vez en el país, aceptando un proyecto presentado por la organización GaysDC.
Hacia la segunda mitad de la década de 1990, una nueva generación de mujeres crecidas en democracia, decide fundar Amenaza Lésbica, integrado entre otras por María Rachid, Verónica García, Pilar Arrese, Verónica Fulco, entre otras, que se propuso como estrategia de visibilización, insertarse como lesbianas en cada actividad en la que participaran las mujeres con el fin de conectar al movimiento lésbico con los demás movimientos y organizaciones. A fines de 1997, junto con el grupo Musas de Papel y otras feministas, deciden crear La Fulana (LaFu) y poco después, el 18 de septiembre de 1998 inaugurar un «centro comunitario feminista para mujeres que aman a mujeres», en el barrio de Balvanera de Buenos Aires, que sería uno de los ejes del movimiento lesbofeminista en los años siguientes.
Nuevos vientos comenzaban a correr. El 19 de mayo de 1997 la justicia argentina aceptó por primera vez que una persona, Mariela Muñoz, cambiara legalmente el género asignado al nacer y su nombre, y que se emitiera el documento de identidad correspondiente. Dos semanas después el secretario de Seguridad Social, Carlos Torres, informó que las parejas de homosexuales podían reclamar y cobrar pensiones a la viudez, si cumplían con los requisitos que establece la Ley de Jubilaciones.
Casi simultáneamente el tradicional diario La Nación, de orientación conservadora, publicaba un artículo titulado «El otro sexo en la TV», donde comenta el cambio en la forma de tratar la homosexualidad en la televisión, desde la comedia a las obras dramáticas, señalando además la irrupción de las relaciones entre mujeres:

Hasta este año las mujeres homosexuales habían sido las grandes ausentes, no porque no hubieran tenido lugar en algunos programas _basta mencionar el romance que Nora Cárpena y Esther Goris actuaron en "Tres minas fieles", en 1995_ sino porque pasaron "inadvertidas". El hecho de que hoy Fernanda Mistral y Gabriela Toscano, en "El Rafa", y Mónica Galán y Paula Canals, en "Señoras y señores", sean parejas en la ficción y que Nancy Dupláa pretenda conquistar el amor aún heterosexual de Emilia Mazer en "Verdad Consecuencia" invita a una doble lectura: por un lado, implica que la novedad temática ya ha dejado de ser el amor entre hombres para pasar a ocupar ese lugar el amor entre mujeres; por otro, que ahora sí la homosexualidad femenina detiene la mirada del público.

En sentido contrario, el ministro de Justicia, Raúl Granillo Ocampo declaró en 1998 públicamente que los jueces «pueden llevar la vida privada que les parezca, en la medida que esa tendencia [homosexual] no se transforme en exteriorización, y que choque a la cultura media de los argentinos», desatando un vendaval de críticas.
En 1999 el jefe del Ejército general Martín Balza propuso eliminar del Código de Justicia Militar (artículo 765), el delito de homosexualidad previsto para militares, que se castigaba con degradación y una pena de prisión de seis meses a seis años, aunque aclarando que los militares LGBT+ debían mantener esas conductas "en el ámbito privado". El artículo recién sería derogado en 2009.
El 8 de marzo de 2000 la agrupación Lesbianas a la Vista decidió dejar de participar en las marchas del Día de la Mujer porque las feministas de la organización omitieron intencionalmente la palabra «lesbiana» de los volantes de distribución. La ruptura sacaba a la luz un conflicto que había estado presente desde que al recuperarse la democracia en los años '80, comenzaron a realizarse las marchas y encuentros nacionales las mujeres, y las primeras expresiones distintivas del lesbianismo. El desencuentro se extendía también a las mujeres trans y otras disidencias sexuales y sociales. Al año siguiente la Crisis de diciembre de 2001, con su consigna madre «¡Qué se vayan todos!» reformularía las miradas y alineamientos de los movimientos políticos y sociales.

## Primera década delsigloXXI

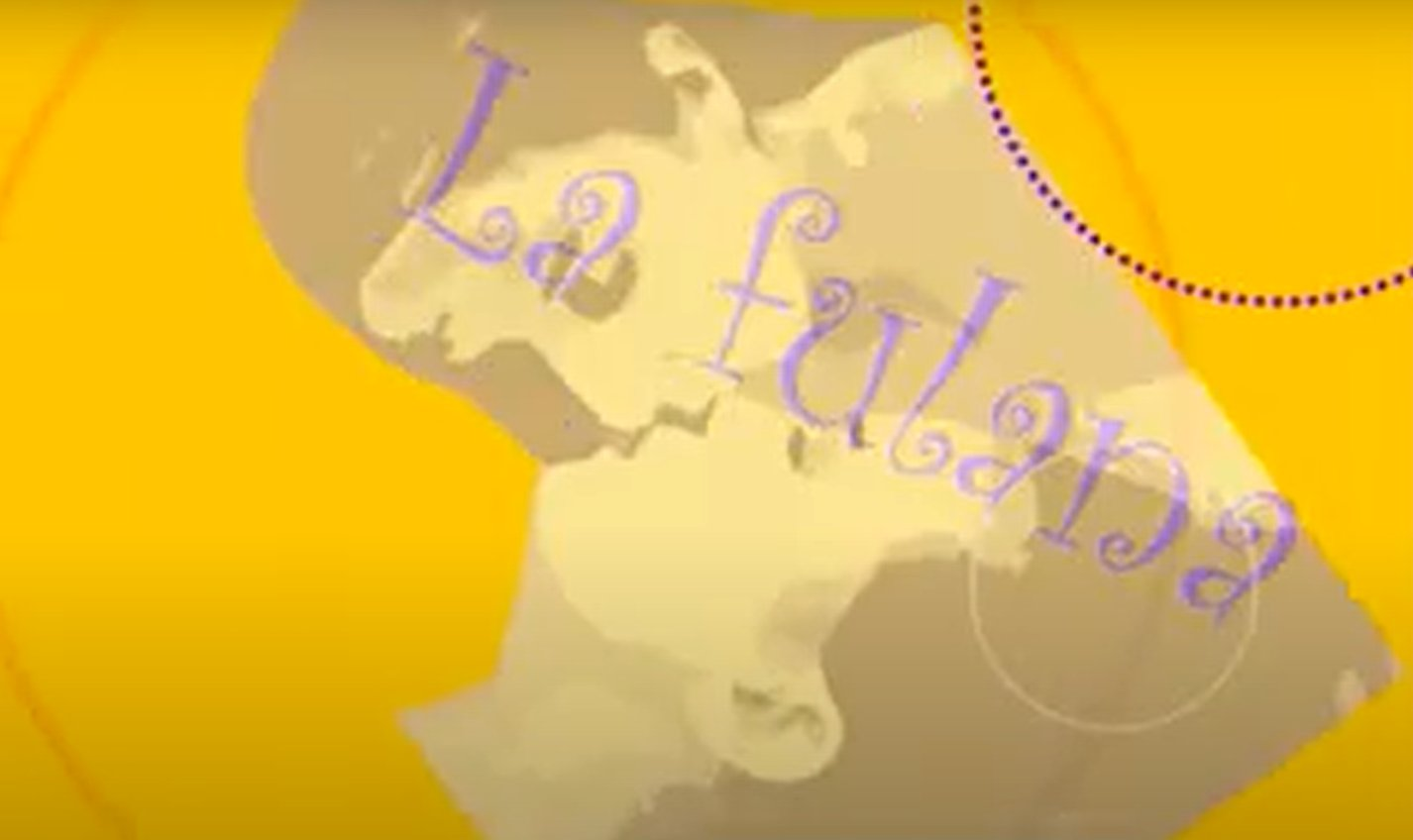
Imagen incluida en un video institucional de La Fulana en 2012.

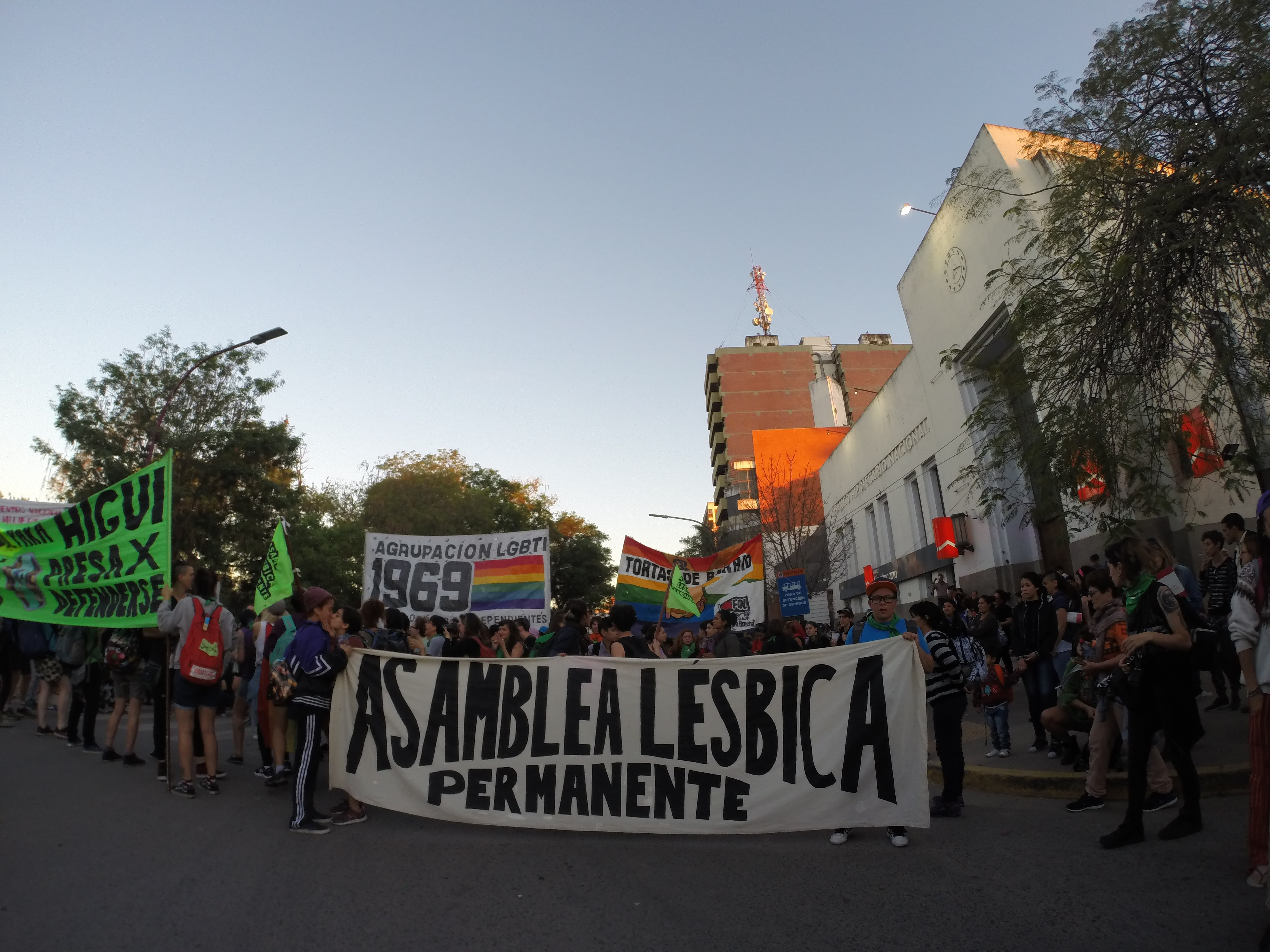
32° Encuentro Nacional de Mujeres 2017. Chaco.

En el siglo XXI tanto el feminismo como el movimiento LGBT+ alcanzarían un nivel de militancia, masificación, arraigo popular y un reconocimiento social impensable en el siglo XX. Diversas colectivas, espacios y grupos de lesbianas, surgidas en diversas partes del país, convivirán en las siguientes décadas: Antinatural Lesbianas por la Justicia Reproductiva, Arda Colectiva Artivista Feminista, Arpías, Asamblea Lésbica Permanente, Baruyeras, Cero en Conducta, Colectiva Lésbica Las Violetas, Contextuadas, Cruzadas, Enjambradas, Escrita en el Cuerpo, Frente de Lesbianas de Buenos Aires, Fugitivas en el Desierto, Grupo de Jóvenes Gays y Lesbianas, Grupo Lola Mora, Integración Lésbica, La Casa del Encuentro, La Fulana, La Revuelta, La Sublevada de Nuevo Encuentro, Las Desobedientes, Las Lunas y Las Otras, Las Safinas, Lesbianas a la Vista, Lesbianas Feministas Autoconvocadas, Lesbianas y Feministas por la Descriminalización del Aborto, Lesbianbanda, Les Madres, Madres Lesbianas Feministas Autónomas, Malas como las Arañas, Murga la Gran Puta, Musas de Papel, Potencia Tortillera, Primorosa Preciosura, Tortas del Barrio, Tortas en la Calle, Ultravioletas, entre otras.

El nuevo siglo se inició en la Argentina con la crisis económica y política de 2001, que culminó con el estruendo de las cacerolas y el ‘que se vayan todos’. Ese contexto de descrédito de las instituciones llevó a los movimientos sociales a incorporarse de varias maneras a la vida política formal, algo en que también participó el activismo de la diversidad sexual. Lo hizo articulándose con actores sociales como las asambleas barriales y los movimientos territoriales, así como estableciendo vínculos con partidos políticos, los cuales comenzaron a incluir estas nuevas temáticas en sus programas, hasta entonces ajenos a ellas.
Ciencia Hoy

La escritora Paula Jiménez España en diálogo con Yuderkys Espinosa Miñoso, una migrante lesbiana y afroamericana, que en aquel momento llegaba para radicarse e ingresar al movimiento lésbico, reconstruye ese momento del país, del feminismo y del movimiento lésbico:

Yuderkys Espinoza Miñoso llegó a la Argentina en el 2001, el año en que el gran colapso nacional barrió las viejas estructuras sociales e institucionales a todos los niveles. Entre ellas, la de un feminismo radical que comenzaba a sentirse amenazado por los cuestionamientos que la posmodernidad y las políticas de inclusión traían consigo. En este punto es donde se inserta la teoría queer: una Molotov que dinamita la compacta pared de un movimiento que se negaba a flexibilizarse. Tal vez tanto había luchado por constituirse que soltar las riendas de sus reaseguros teóricos no le resultó fácil y tuvo consecuencias indeseadas ya que terminó precipitando, prácticamente, su disolución. Yuderkys fue parte de este momento crucial y su experiencia no es ni más ni menos que el relato de esta historia.
 “En el momento en que llegué había un activismo potente de lesbianas feministas que eran referentes importantes para América Latina, de una generación anterior a la mía y de la mía. Dos generaciones que caminaban juntas, un lesbianismo feminista muy radical. Pero también, como casi toda postura feminista radical, provenía directamente de la diferencia sexual y seguía atado a una mirada dicotómica y esencialista del sexo, y ese iba a ser uno de los problemas a los que se enfrentaría esa generación y la mía, no solo en Argentina, pero yo diría que aquí fue más duro. A final de los 90 se dio una ruptura entre ese movimiento de feminisitas y lesbianas feministas, que nos nombrábamos autónomas, y otros grupos de feministas lesbianas que apoyaron al movimiento travesti... Esa ruptura que antes mencioné, al principio no tuvo consecuencias fuertes en las lesbianas feministas autónomas, pero luego terminó erosionando parte de su política; en el caso argentino esa generación de autónomas prácticamente desapareció de la escena local".

Mientras tanto, en España, la escritora argentina Susana Guzner escribió la novela La insensata geometría del amor, que se convirtió en un éxito internacional y ha sido considerada como una de las mejores novelas de amor entre mujeres que se hayan publicado en español.
En 2003 Buenos Aires se convirtió en la primera ciudad latinoamericana en reconocer legalmente las uniones civiles entre "dos personas con independencia de su sexo u orientación sexual", al sancionar la Ley N.º. 1004. La ley fue promovida por las organizaciones LGBT+, elaborada por la jueza Graciela Medina, presentada por el diputado Roque Bellomo del Frente Grande y promulgada por el jefe de Gobierno Aníbal Ibarra, también del Frente Grande.
En 2006 varias organizaciones se agrupan para formar la Federación Argentina de Lesbianas, Gats, Bisexuales y Trans (FALGBT), la primera organización de este tipo de carácter nacional. En 2008 se realizó en Rosario el Primer Encuentro Nacional de Mujeres Lesbianas y Bisexuales. La cantante y activista lesbofeminista argentina radicada en México Liliana Felipe compone la canción «Nos tienen miedo», que se convertiría en un himno cantado a viva voz por mujeres de toda América Latina en las movilizaciones lesbo-feministas, de derechos humanos y populares.

Nos tienen miedo porque no tenemos miedo
Nos ven reír, nos ven luchar
Nos ven amar, nos ven jugar
Nos ven detrás de su armadura militar
Nos tienen miedo porque no tenemos miedo
Nos tienen miedo porque no tenemos miedo
Nos tienen miedo porque no tenemos miedo.

En 2007 Yuderkys Espinosa Miñoso publicó en Buenos Aires su libro Escritos de una lesbiana oscura: reflexiones críticas sobre feminismo y política de identidad en América Latina, complementado por su artículo «Cabecitas negras» de 2009. Espinosa Miñoso analiza su propia evolución y elabora un crítica frontal al lesbofeminismo «blanco» que predominaba en Argentina hasta los primeros años del siglo XXI, achacándole seguir acríticamente la agenda blanca, racista, de «matriz eurocéntrica», para proponer un lesbofeminismo descolonial, antirracista, no binario, interseccional, post-identitario, que construya «nuevas identidades, no prefiguradas, ni estables, ni polarizadas»:

Creo que el lesbianismo feminista en casi toda América Latina es el espacio donde la dependencia ideológica es más grave, porque prácticamente todas las producciones teóricas que nos nutren para pensar la sexualidad vienen de gente blanca y/o privilegiada del norte. En el momento en que hice una ruptura y cuestioné esta mirada asentada en una construcción individualista y compartimentada de la identidad y en los proyectos emancipadores liberales de las clases medias eurocentradas me quedé sin interlocutorxs con quienes dialogar acá [en Argentina].
Yuderkis Espinosa Miñoso

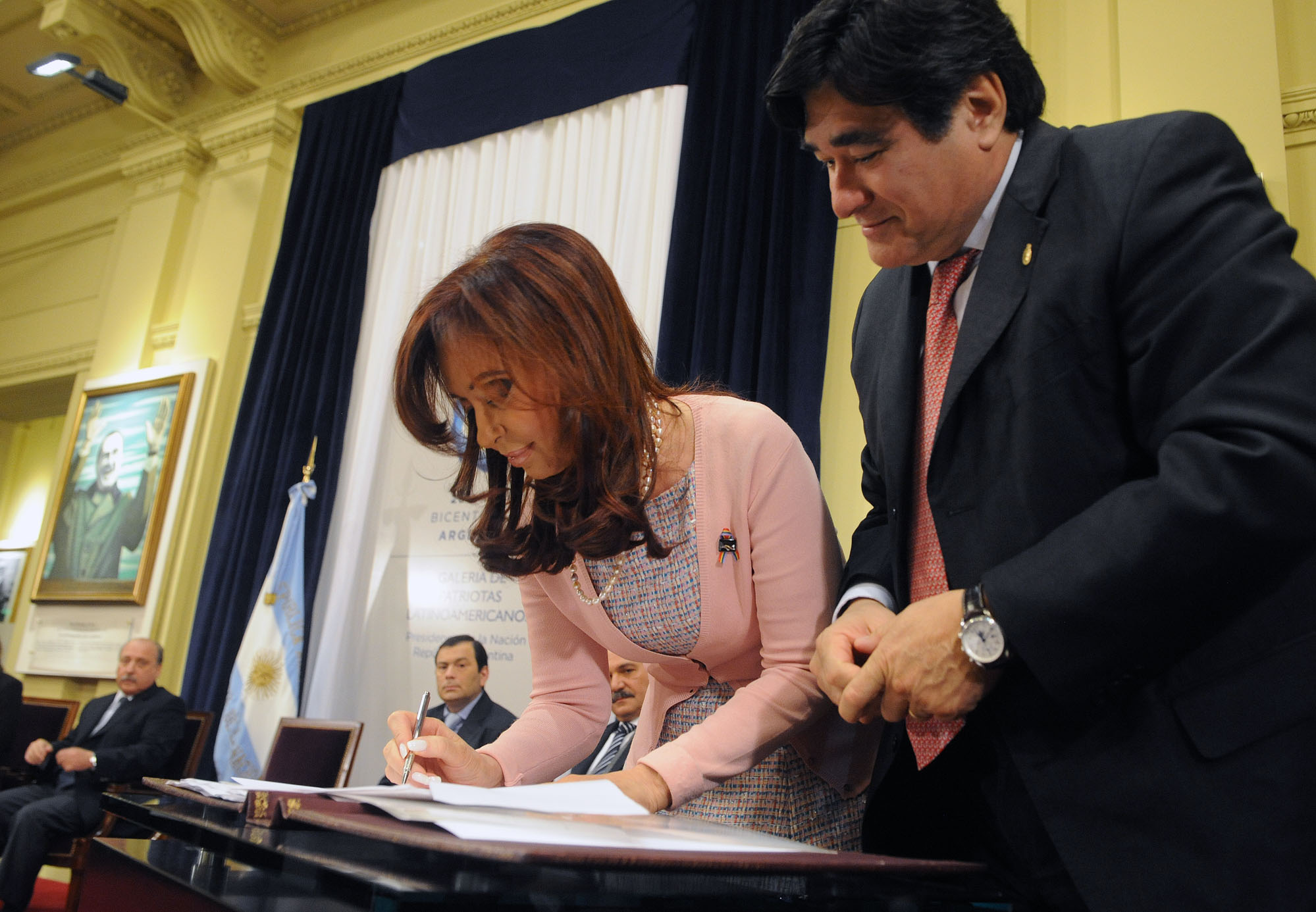
La entonces Presidenta Cristina Fernández promulgando la ley del matrimonio igualitario.

Hacia 2007 la dibujante lesbiana salteña Eleonora Kortsarz crea el personaje de historieta SuperCake, cuyo nombre es una ironía para «Supertorta» («torta» es la denominación más habitual elegida por las lesbianas para autodenominarse en Argentina y Uruguay), definido por ella misma como «una superheroína lesbiana que lucha contra la logia del Mal que prohíbe a la gente vivir su sexualidad libremente».

## Segunda década delsigloXXI

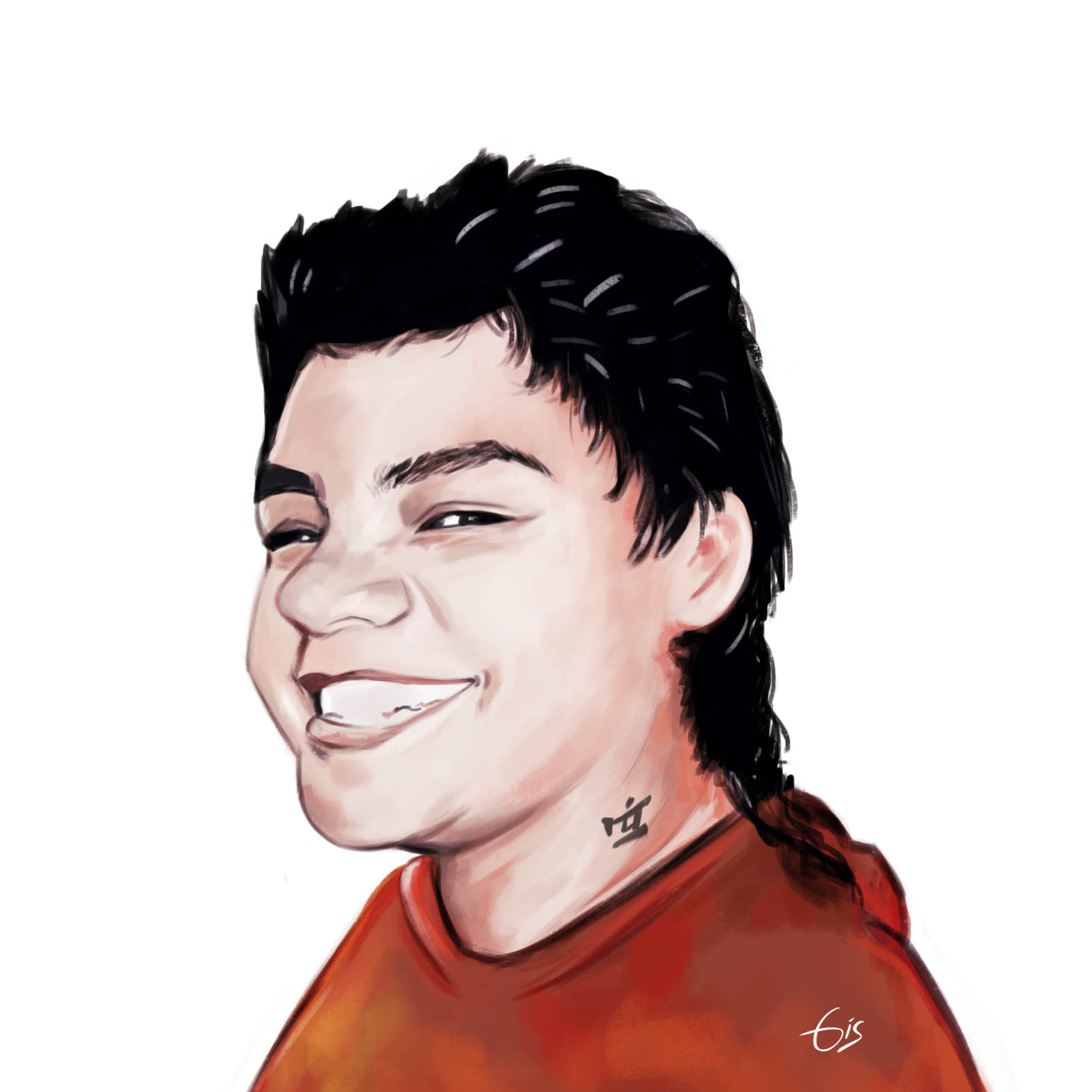
El 7 de marzo de 2010 fue asesinada «por lesbiana» Natalia "Pepa" Gaitán. Los medios de comunicación no difundieron el caso, pero a medida que el hecho fue siendo conocido por la comunidad lésbica, desencadenó una reacción para condenar y visibilizar el asesinato como un crimen de odio lésbico. En su memoria ese día se estableció como Día de la Visibilidad Lésbica en Argentina.

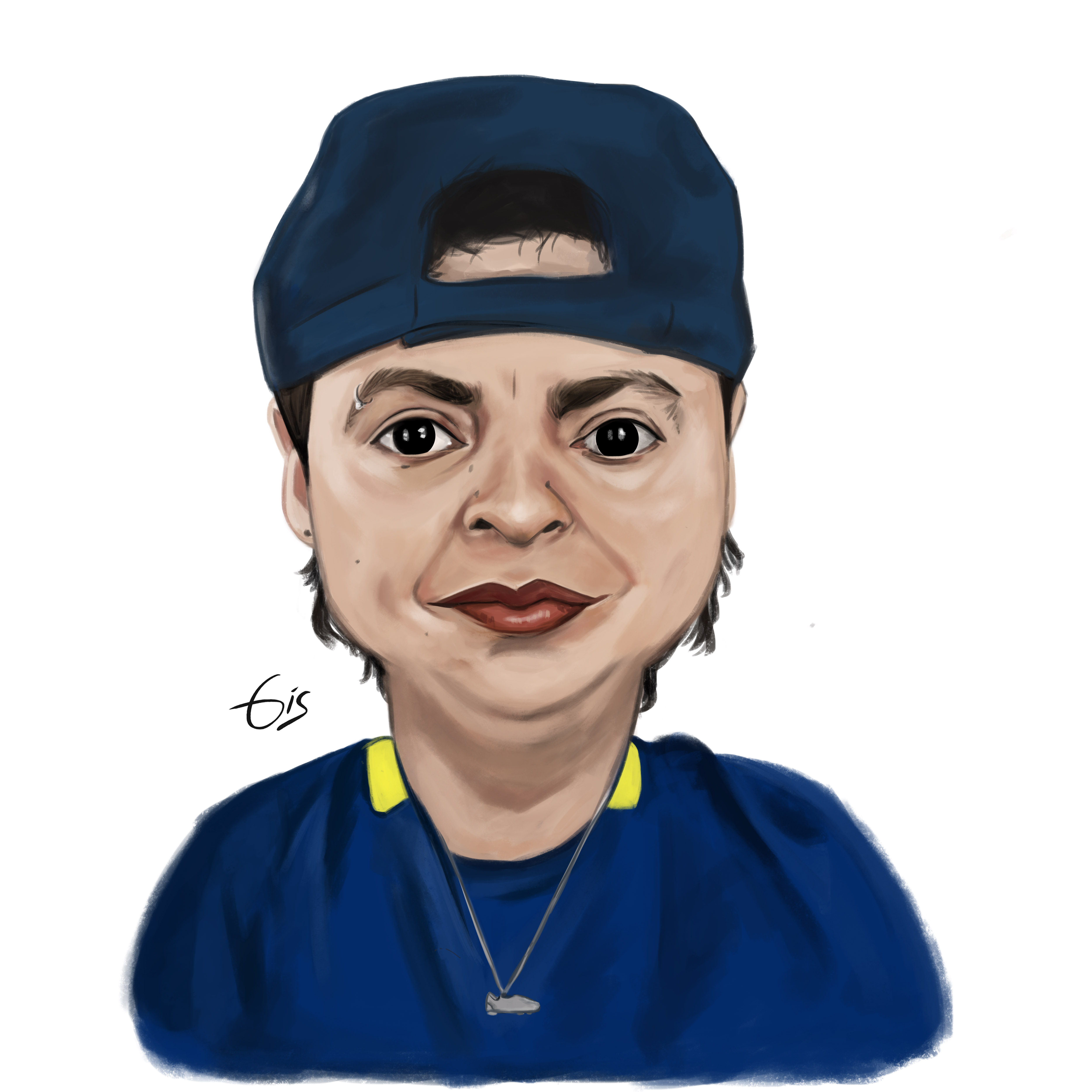
La causa por la inocencia de Higui, procesada y encarcelada por haber matado a uno de los violadores que la atacaron, fue levantada como una de las banderas del movimiento lésbico en la segunda década del.

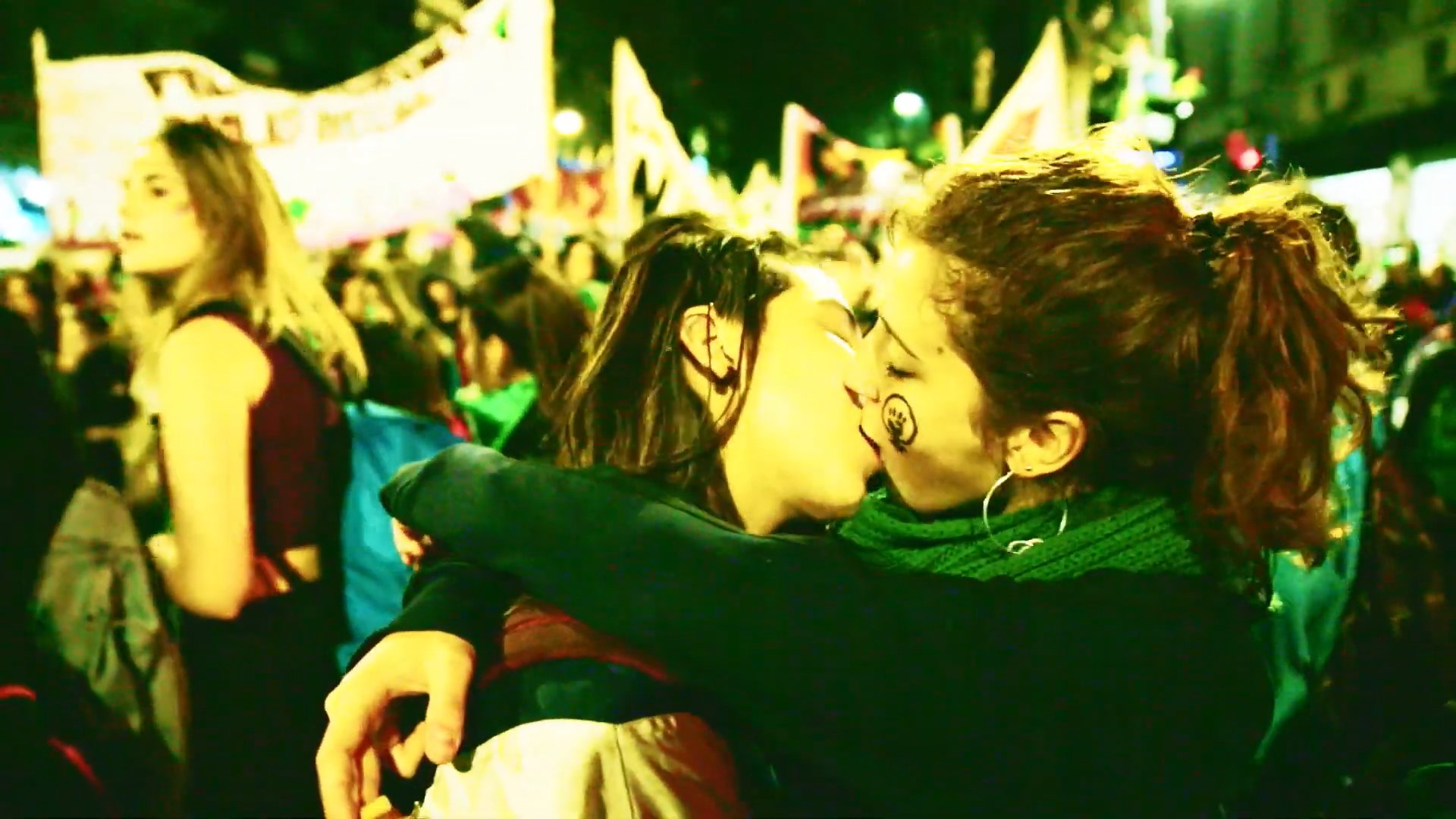
Dos jóvenes se besan en una marcha feminista en medio de la «ola verde».

Desde el final de la primera década del siglo XXI comenzó a notarse una masificación tanto de los movimientos de sexualidades disidentes (LGBT+) como del movimiento feminista, que se generalizaría en la segunda década. Se hizo evidente el crecimiento de la convocatoria a las marchas del orgullo, tanto la de Buenos Aires como de las marchas del orgullo en otras ciudades del país, que no pararon de crecer. Si en 2008 en la Marcha de Buenos Aires fueron 30 mil personas y los medios hablaron por primera vez de «multitud», en 2011 fueron 250.000 personas y en 2019 fueron 500.000 personas.
El 7 de marzo de 2010 fue asesinada por lesbiana Natalia «Pepa» Gaitán por el padrastro de su novia. Gaitán era «una joven de 27 años que vivía en un barrio pobre en las afueras de la ciudad capital (Córdoba), que trabajaba en un comedor popular alimentando a sus vecinos». Salvo una nota de repudio de la Colectiva Editorial Baruyera publicada en el diario Página 12, los medios de comunicación no difundieron el caso, pero a medida que el hecho fue siendo conocido por la comunidad lésbica, desencadenó una reacción para condenar y visibilizar el asesinato como un crimen de odio lésbico. A partir de ese momento colectivas lesbianas en todo el país comenzaron a movilizarse ese día para realizar actividad en defensa de sus derechos. En 2011, a raíz de una iniciativa del espacio de Reflexión y Acción Lésbica de Rosario Las Safinas, el Consejo Municipal de esa ciudad dispuso por Ordenanza 8746/2011 declarar con carácter permanente al 7 de marzo como «Día de lucha contra la lesbofobia». En 2014 el Taller de Activismo Lésbico del Encuentro Nacional de Mujeres realizado Salta, consensuó denominar al 7 de marzo como «Día de la Visibilidad Lésbica». Desde 2016 se ha presentado un proyecto en la Cámara de Diputados de la Nación para que el día se incluya en el calendario escolar, pero pese a haber obtenido dictamen favorable de comisión, la Cámara no lo trató. 
El auge del movimiento LGBT+ se vería expresado en los dos mandatos presidenciales de Cristina Fernández de Kirchner (2007-2015) durante el cual fueron sancionadas tres leyes de gran importancia, que fueron respaldadas con amplias movilizaciones populares:
- la Ley de Matrimonio entre Personas del Mismo Sexo (2010), conocida como Ley de Matrimonio Igualitario, que reconoce también el derecho a adoptar niños de las personas LGBT+;
- la Ley de Identidad de Género (2012), reconociendo el derecho a cambiar de género, desde la niñez y por la simple autopercepción de la persona, con reconocimiento del derecho a la gratuidad de los tratamientos médicos necesarios.
- la Ley de Reproducción Médicamente Asistida (2013), permitiendo y regulando las más diversas posibilidades de fecundación e implantación, habilitando también la criopreservación del material genético y de embriones, incluyendo a las familias homoparentales, demandas impulsadas por la FALGBT.[197]

En 2011 María Rachid, una de las fundadoras de la Federación Argentina de Lesbianas, Gays, Bisexuales y Trans (FALGBT) fue elegida legisladora de la Ciudad de Buenos Aires por el Frente para la Victoria (peronismo-kirchnerismo), convirtiéndose en la primera persona cuya sexualidad LGBT+ era conocida públicamente, en ocupar un cargo político representativo en el país. El mismo año aparece el Archivo Potencia Tortillera, un sitio web autogestionado por militantes lesbianas para generar un archivo de la memoria lésbica argentina, con el fin de «recuperar nuestra memoria, de escribir nuestra propia historia, para evitar nuevos borramientos y silenciamientos». Iniciado por Fabi Tron (Córdoba), Valeria Flores (Neuquén), Gabriela Adelstein (Buenos Aires), Coca Gavrila (La Plata) y María Luisa Peralta (Buenos Aires), en los años siguientes se mantendría activo a cargo de nuevos equipos de militantes ubicadas en diversas zonas del país.

Fuimos impulsadas por una doble preocupación; por un lado, que la historia del activismo lésbico no figura en libros y revistas de forma adecuada o directamente no se registra, y por otro, que se estaba perdiendo la transmisión “intergeneracional” entre activistas más antiguas y otras más nuevas. Estas pérdidas tienen como efecto un empobrecimiento de la memoria colectiva, el extravío de recursos propios, la invisibilidad de la creatividad, la sensación agobiante de estar siempre partiendo de cero, y la imposibilidad para las nuevas generaciones de activistas de inscribirse en una historia política configurada por un acervo de experiencias y pensamientos a los cuales recurrir, para tomarlos, dejarlos, complejizarlos, pero que estuvieron ahí, ensayados ya por otras lesbianas.
Potencia Tortillera

En 2012 la provincia de Formosa derogó los artículos del Código de Faltas que criminalizaban la homosexualidad y el travestismo. Era la última provincia que mantenía normas penalizando la sexualidad LGBT+.

## #NiUnaMenos
En 2015 se inició el movimiento feminista Ni una menos (#NiUnaMenos), contra la violencia de género, los femicidios y el machismo, que sacudió al país, convocando una enorme cantidad de mujeres y muy notablemente mujeres muy jóvenes y adolescentes. Tomó como símbolo el color verde y el pañuelo verde, siendo también conocido como «la ola verde». El movimiento obtuvo varias conquistas, como la tipificación del delito de femicidio (como agravante del homicidio), la inclusión del concepto de «violencia de género» en las leyes civiles y penales, y la sanción de la ley consagrando el derecho al aborto en 2020. El movimiento lésbico participó activamente en el movimiento #NiUnaMenos, pero señalando que la violencia contra las mujeres lesbianas es doble, ya que no solo proviene de la misoginia sino que también proviene de la lesbofobia.
En 2016 Eva Analía de Dejesus (Higui) sufrió un intento de «violación correctiva» por ser lesbiana, por parte de un grupo de hombres. Ella se resistió y mató a uno de los violadores. La justicia la procesó y mandó detenerla durante ocho meses. Su causa desencadenó una militancia masiva de todas las disidencias sexuales y feministas. En Córdoba, la militancia lésbica organizó un «tortazo», con la presencia personal de Higui. Finalmente fue absuelta en un fallo histórico en marzo de 2022 al considerarse que actuó en legítima defensa. por el Tribunal Oral en lo Criminal 7 de San Martín.

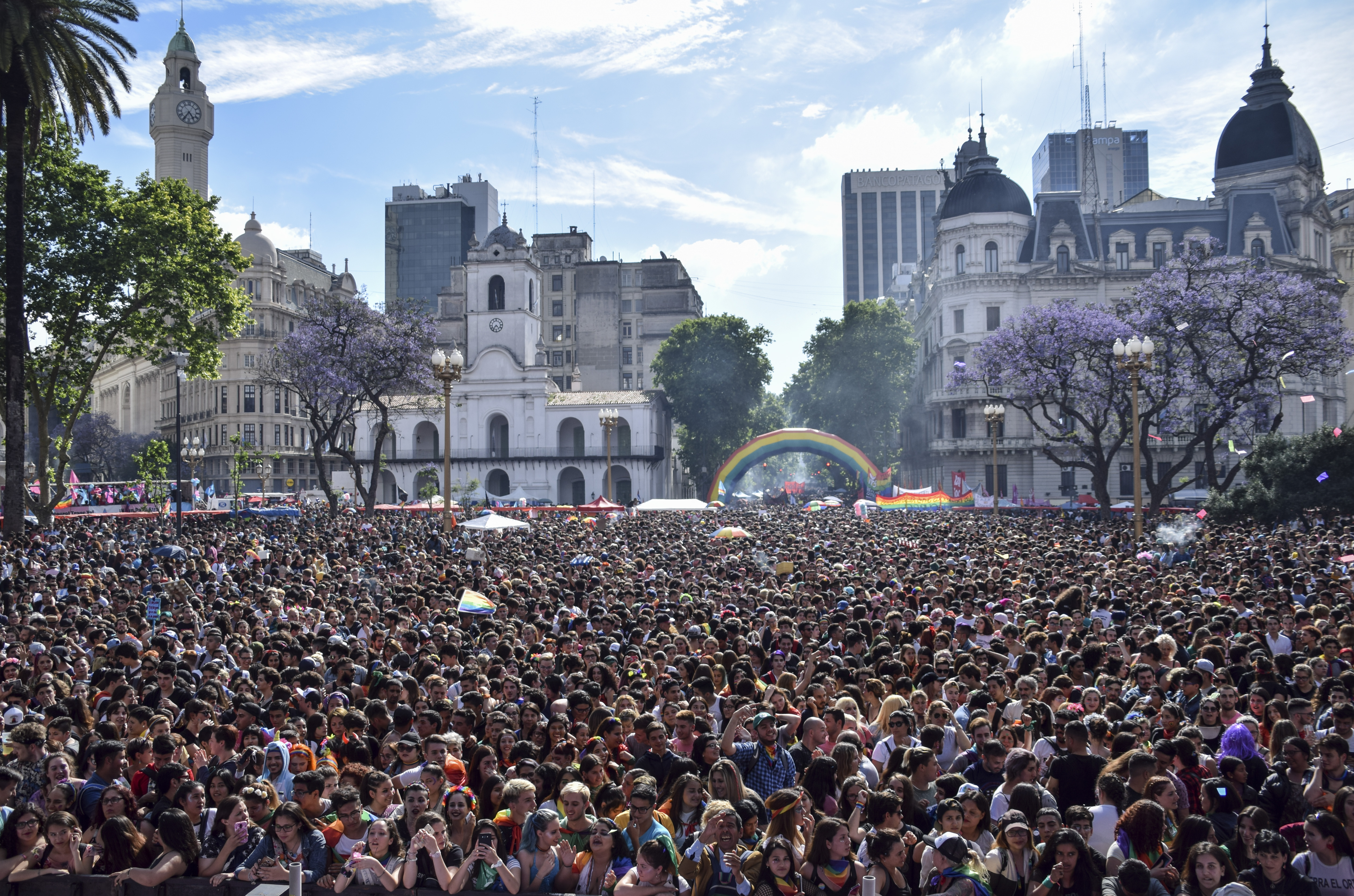
27.ª Marcha del Orgullo en Buenos Aires, 2018.

El 28 de enero de 2017 la policía bonaerense armó un gran operativo para expulsar de una playa de Necochea a un grupo de mujeres, debido a que alguna de ellas, que eran lesbianas militantes, se encontraban con el torso descubierto. La policía le informó a las mujeres que el acto estaba prohibido por el Código Contravencional y amenazó con «llevarlas presas», pese a que, como luego estableció el juez competente, «que una mujer descubra sus senos no constituye un acto lesivo para terceros». El video filmado por las mujeres se volvió viral en las redes, generando una ola de protestas, declaraciones de solidaridad, debates sobre las normas referidas a la exhibición de los cuerpos de las personas según los géneros, y manifestaciones machistas.

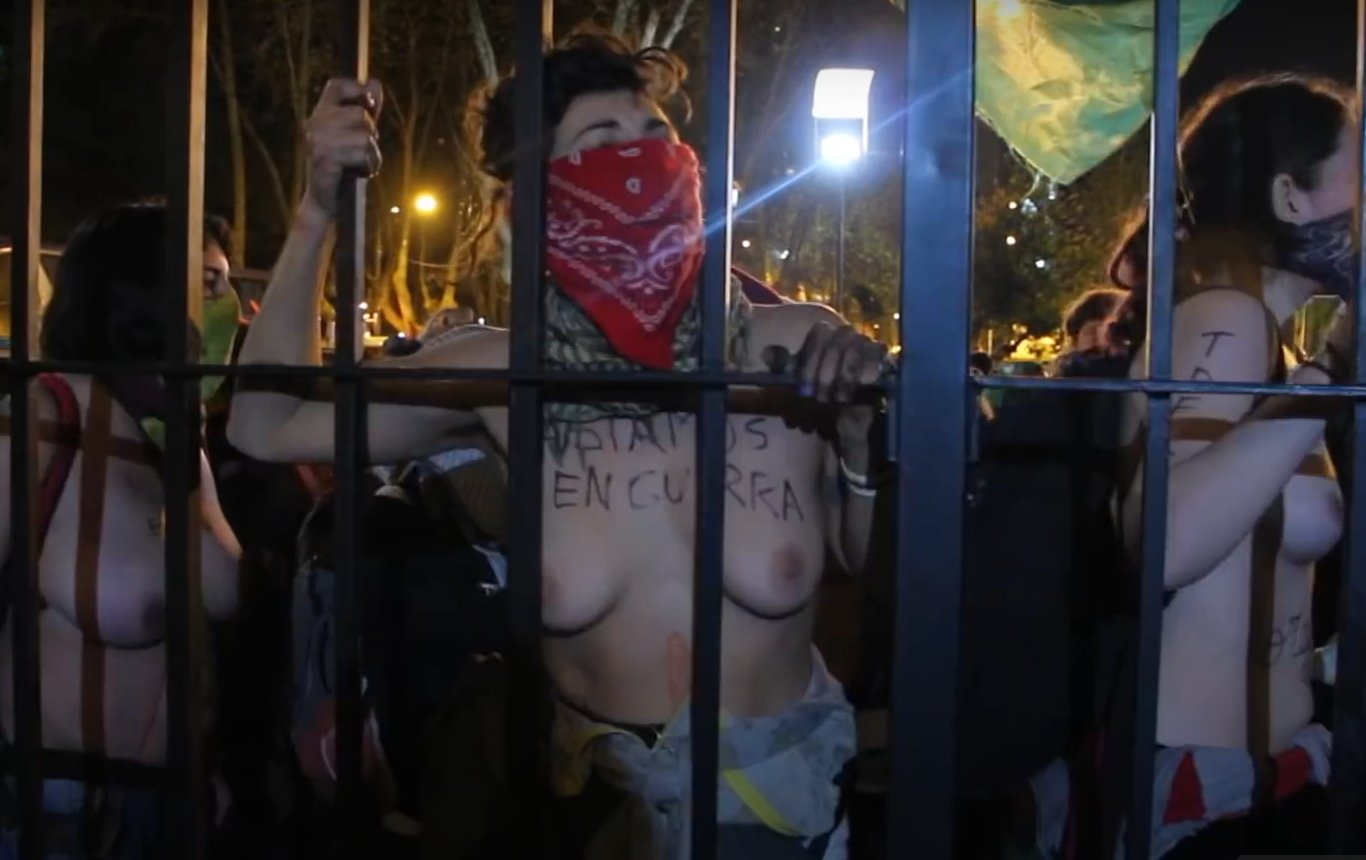
Mostrar los pechos y los «tetazos» es una de las modalidades de acción de los movimientos feminista y lésbicos.

El 7 de febrero de 2017 la comunidad lésbica y feminista por distintos medios se autoconvocó a realizar un «tetazo» en el obelisco de Buenos Aires y otros puntos del país, para protestar contra una medida tomada por la policía de Necochea que obligó a dos mujeres. La medida tuvo una considerable adhesión y desde entonces ha estado presente con mayor o menor fuerza en las manifestaciones lésbicas y feministas. La periodista y militante lesbofeminista Adriana Carrasco analizó el tetazo en estos términos:

[Los medios de comunicación] contribuyeron a tornar masivamente conocida una estrategia de lucha que desde hace años promueven las lesbianas de la tercera ola feminista, las lesbianas del siglo XXI que capitalizaron los conceptos de la teoría queer y los llevan a la práctica en las calles... El concepto de la teoría queer que subyace al Tetazo y a otras prácticas de resistencia es el de performance de género. El género es performance, esto quiere decir: nosotrxs mismxs hacemos el género en tanto lo actuamos.

En los últimos años Argentina se ha mostrado como un destino muy amigable para el turismo LGBT+, mostrando un auge que también es visible en ciudades del Cono Sur, como Montevideo y Santiago de Chile. Según un estudio hecho por el Pew Reserch Center, Argentina es el país que más acepta la homosexualidad en América Latina. En 2020 en ocasión de la 40.ª Fitur, el Espacio Fitur Gay (LGBT+) distinguió a la Argentina con el Premio Fitur LGBT 2020 por su trabajo público-privado de los últimos diez años para promover internacionalmente el turismo para lesbianas, gais, bisexuales y transgéneros y «por su liderazgo indiscutido en América Latina en materia de inclusión y derechos». Se estimó que en 2020 unas 600.000 personas LGBT+ eligieron la Argentina para hacer turismo.
En 2018 el Poder Judicial de la provincia de Mendoza, y el Poder Ejecutivo de la provincia de Santa Fe, admitieron el derecho de las personas a exigir que los documentos de identidad no definan el género, ni el sexo, al que pertenece la persona.
En 2019 se generó un cisma entre militantes feministas y transactivistas transfeministas que trajo como consecuencia que en 2022 se realizaran dos encuentros, uno en noviembre convocado por las organizadoras militantes feministas históricas heterosexuales y otro en octubre que tomó el nombre de Encuentro Plurinacional de Mujeres, Lesbianas, Trans, Travestis, Bisexuales, Intersexuales y No Binaries. Desde ese momento se hacen esfuerzos para unificar a las mujeres cisgénero heterosexuales con las mujeres no heterosexuales, transgénero o no binarias.
En 2019 la Policía de la Ciudad de Buenos Aires detuvo a dos mujeres por besarse en público, dando lugar a que fuera condenada a un año de cárcel bajo el argumento de que se había «resistido a la autoridad». La movilización de los colectivos lésbicos lograron que se revocara la sentencia.
El notable avance en el reconocimiento de los derechos LGBT+, no fue obstáculo para que se produjeran episodios homofóbicos de alto perfil, como las que protagonizara Mirtha Legrand al asociar homosexualidad con pedofilia, y el periodista Jorge Lanata al sostener en términos destemplados, que la conductora trans Flor de la V no era mujer, sino "un trava con documento de mina", aun cuando ella hubiera establecido legalmente que autopercibía su género como mujer. En la gestión del presidente Macri, la ministra de Seguridad, Patricia Bullrich, sancionó la Resolución N 1149/2017, aprobando un Protocolo de Actuación de Registros Personales y Detención para Personas Pertenecientes al Colectivo LGBT, estableciendo un modelo de acta de detención especial para personas LGBT, con el fin de que las mismas informen su género autopercibido. El Protocolo LGBT fue denunciado por organismos de derechos humanos y organizaciones de la diversidad como una forma de reinstalar la criminalización de las diversidades sexuales. A poco de asumir, la gestión del presidente Alberto Fernández, la nueva ministra de Seguridad, Sabina Frederic, derogó el cuestionado Protocolo por medio de la Resolución 1141/2020, con el apoyo de las organizaciones LGBT.
En 2019 la Comisión Organizadora de la XXVIII Marcha del Orgullo de Buenos Aires, decidieron no utilizar la sigla LGBT+, ni ninguna otra con mayor cantidad de letras, "porque dejaron de ser representativas. Cada día empiezan a visibilizarse nuevas identidades que rompen con las normas sobre la sexualidad”.

## Tercera década delsigloXXI

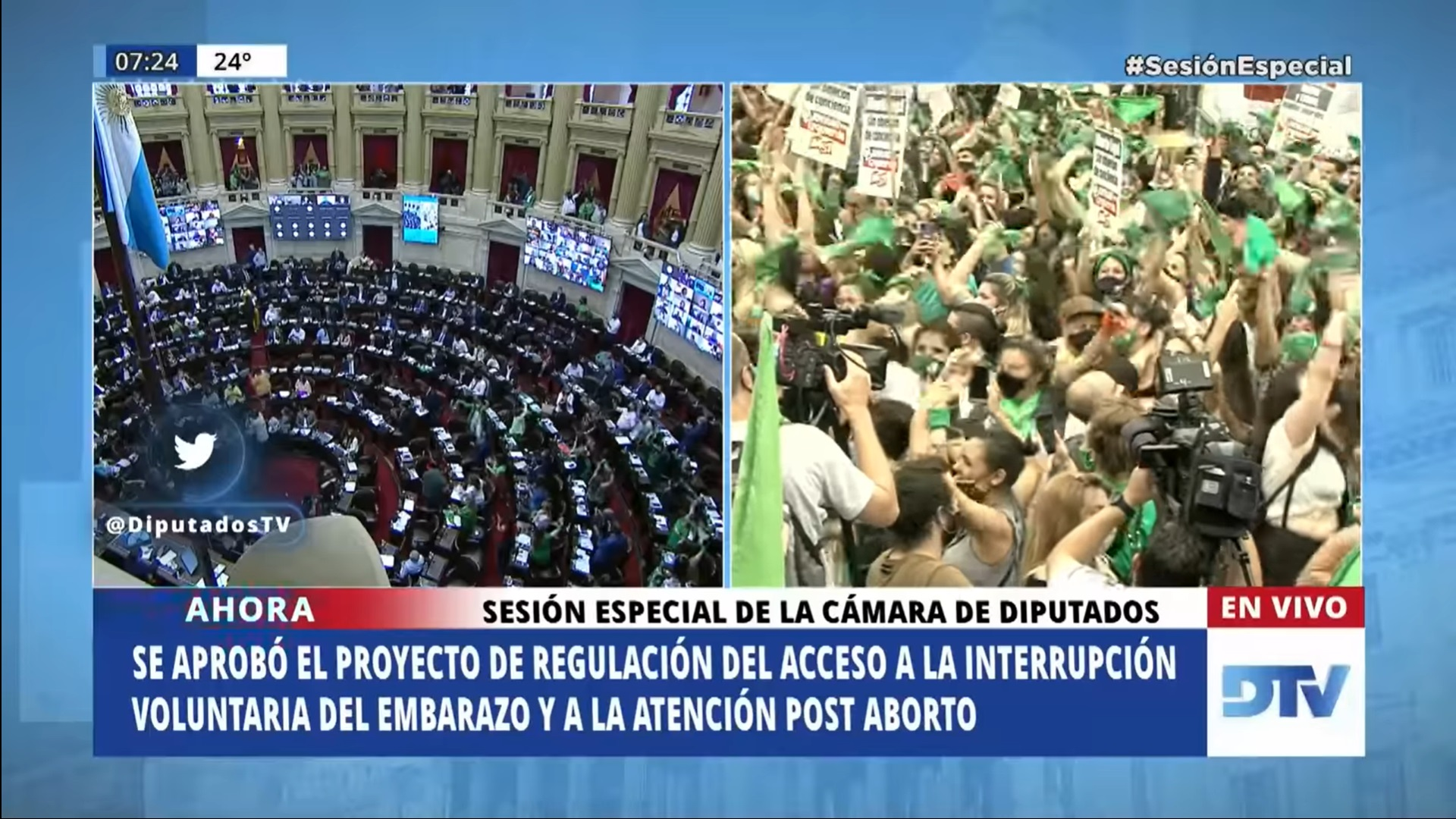
Transmisión por TV del momento en que se aprueba el proyecto de interrupción voluntaria del embarazo en la Cámara de Diputados, festejado por manifestantes.

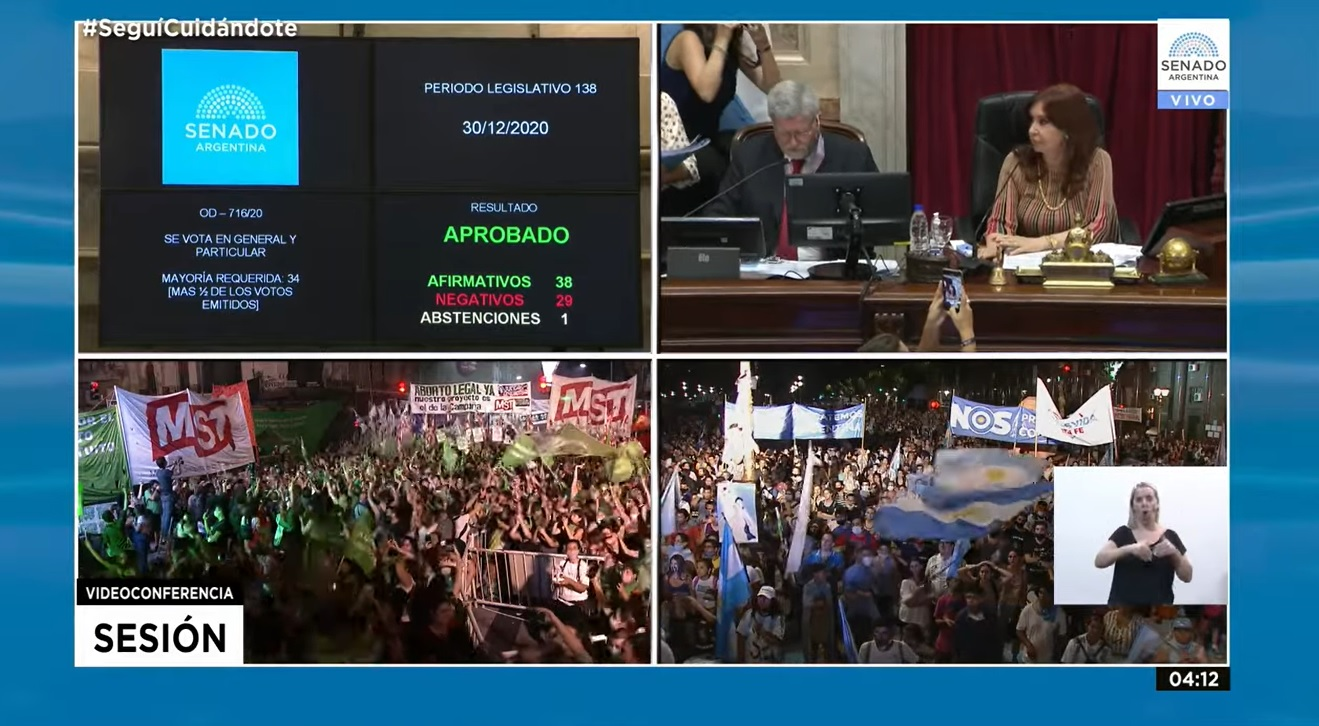
La presidenta del Senado de la Nación Argentina, Cristina Fernández anuncia la aprobación de la Ley, con 38 votos afirmativos, 29 negativos y 1 abstención.

En diciembre de 2020 el Congreso de la Nación aprobó la Ley de Interrupción Voluntaria del Embarazo de Argentina consagrando el derecho al aborto, dos años después de que fuera rechazado un proyecto similar. El movimiento lésbico participó activamente tanto en la elaboración del proyecto, como en la gran movilización de mujeres que impulsó a los congresistas a aprobarlo. En varios casos las asociaciones de lesbianas trabajaron conjuntamente con las asociaciones feministas, e incluso se creó una organización para luchar por ello, Lesbianas y Feministas por la Descriminalización del Aborto.
A este período corresponde la novela La doble de Paula Jiménez España, «una novela humorística única» que «abrió un tiempo de oro de la narrativa lesbiana», según la escritora Juliana Corbelli.

Es necesario hablar de los 'secretos' del ambiente lésbico, de cómo vivimos, cómo nos vinculamos como el tema de la sororidad. No se sabe exactamente qué vivimos. No es como el mundo de los putos, un mundo reconocible, homologable e identificable para la gente. Las lesbianas tenemos una vida privada, lo sentí como un acto político: abrir el closet de lo grupal.
Paula Jiménez España

El cine LGBT+ argentino alcanzó un amplio desarrollo y reconocimiento internacional, al punto que se volvió uno de los protagonistas del Premio Teddy, para películas con protagonistas lesbianas, hombres homosexuales o trans. Entre las películas vinculadas al cine lésbico, o realizadas por lesbianas, se destacan Yo, la peor de todas de María Luisa Bemberg (1990), La Ciénaga (2001) de Lucrecia Martel, Las hijas del fuego (2010), de Albertina Carri, sobre un grupo de mujeres que viven conjuntamente una sexualidad lesbiana, poliamorosa y BDSM, a la vez que enfrentan la violencia machista, y Las mil y una (2020) de Clarisa Navas. En 2021 las documentalistas Liliana Furió y Lucas Santa Ana estrenaron el documental Ilse Fuskova sobre la vida de una de las mujeres clave de la historia del lesbianismo y del feminismo en Argentina.
También en televisión se hicieron más y más visibles las relaciones lésbicas, en telenovelas y series de alta audiencia, avanzando incluso a partir de la segunda mitad de la década de 2010 a obras dirigidas, escritas y actuadas por lesbianas.

Indudablemente, en la telenovela argentina los gays tienen mucha más preponderancia que las lesbianas... En la década del 90 vemos, en un unitario muy famoso que a mí me formó, Verdad Consecuencia, una pareja de gays que tenía un rol protagónico y una historia de amor fuerte... Las historias de amor entre lesbianas presentan procesos más tortuosos, como si se tuviera que pedir permiso a la norma heteropatriarcal para ser lesbianas en un género discursivo, la ficción televisiva, que sigue entendiendo a la heterosexualidad como una norma. De lo contrario, la televisión tendría personajes lesbianos de por sí.
Ernesto Meccia

Florencia Garibaldi, una de las directoras del documental «Mala reputación», sobre el tratamiento dado a las lesbianas en la televisión argentina, explicó que partir de 2014 las producciones tuvieron un tratamiento distinto con respecto a la representación de las lesbianas, menos prejuicioso y menos centrado en el drama, pero pese a ello, aún en 2022 «seguían apareciendo personajes lesbianos de clase media o alta, blancas, con cuerpos hegemónicos, atravesando escenarios heterosexuales».
La creciente federalización de la militancia de la diversidad sexual fue decisiva para nacionalizar el movimiento. Cuando se trataron en el Congreso las leyes de Matrimonio Igualitario, Identidad de Género, Derecho al Aborto, especialmente en el Senado, se realizaron audiencias públicas en varias provincias y los activistas locales llamaban a los senadores. Después de 2001 varios partidos adoptaron en forma explícita los derechos de las personas LGBT+. Las identidades homosexuales y lesbianas se hicieron más visibles dentro de los partidos, sindicatos, centros de estudiantes y otras, llevando a dobles militancias, incluso a la formación de grupos que combinaron ambas militancias, como los Putos Peronistas, y las Tortas Peronistas. El ascenso del movimiento LGBT+ se vio fortalecido también por el reconocimiento y apoyo del Estado. En 2019 fue elegida diputada nacional Mara Brawer, primera congresista que es públicamente lesbiana. 
Hacia el inicio de la década de 2020 el movimiento lesbofeminista se ha ido desdoblando en múltiples diversidades: «Visibles porque se nombran y existen, siempre existieron: lesbianas, lesbianas masculinas, lesbianes, lesbianas no binarias, chongas, tortas, lesbianas madres, lesbianas fem, lesbianas aborteras y más», «...tortas, camioneras, bomberos, gardelitos, putos, machas, trans, travelos, tortilleras... y tantxs tantxs otrxs en fuga del heteropatriarcado».
En noviembre de 2023 fue elegido como presidente Javier Milei, líder de la coalición La Libertad Avanza, de tendencia libertaria yanarcocapitalista. Interrogado por el periodismo sobre su postura ante el matrimonio igualitario, Milei defendió públicamente la libertad ilimitada entre adultos de contraer matrimonio con quienes quieran, del mismo sexo o sexos distintos, "entre dos partes, tres partes o cincuenta″, mencionando incluso la posibilidad de "estar con un elefante", sin que el Estado deba intervenir. Dio a conocer también que sexualmente participaba en tríos, en algunos casos con otros hombres y que el sexo tradicional le "parecía espantoso".
Contradictoriamente con aquellas expresiones, diversas publicaciones han llamado la atención sobre manifestaciones homofóbicas del presidente y su equipo.
El 6 de mayo de 2024 un hombre prendió fuego a cuatro mujeres, de las cuales tres murieron. El ataque fue denunciado en una marcha el 13 de mayo en Plaza Colombia, donde manifestantes, mayormente mujeres, cantaron “Señor, señora, no sea indiferente, se matan a lesbianas en la cara de la gente”. Pamela Cobbas murió horas después; Roxana Figueroa y Andrea Amarante fallecieron días después. Sofía Castro Riglos sobrevivió pero quedó hospitalizada. La Asamblea de Lesbianas de Barracas condenó el triple lesbicidio y responsabilizó al Estado por la precariedad de vivienda y la promoción de discursos de odio. La manifestación subrayó la falta de respuesta política y mediática, reclamando justicia y reconocimiento del crimen como un acto de odio hacia las lesbianas. El portavoz del Gobierno negó que fuese un lesbicidio.
En enero de 2025 expuso en el Foro de Davos cuestionó lo llamó "ideología woke", así como la "ideología de género" y la "ideología LGBT", calificándolas de "virus mental", "ideología criminal" y "cáncer que hay que extirpar", e incluyendo en la misma al "feminismo, diversidad... femicidio, aborto e ideología de género". En ese contexto Milei se pronunció contra "la agenda LGBT, queriendo imponernos que las mujeres son hombres y los hombres son mujeres sólo si así se autoperciben"... Sostuvo que "en sus versiones más extremas la ideología de género constituye lisa y llanamente abuso infantil. Son pedófilos... Están dañando irreversiblemente a niños sanos mediante tratamientos hormonales y mutilaciones, como si un menor de cinco años pudiera prestar su consentimiento a semejante cosa". Y si ocurriera que su familia no está de acuerdo, siempre habrá agentes del Estado dispuestos a interceder en favor de lo que ellos llaman el interés del menor". Se refirió también a la homofobia y a la transfobia como "inventos cuyo único propósito es intentar callar a quienes denuncian este escándalo" y cuestionó "la doctrina de la diversidad", mencionando los cupos antidiscriminatorios existentes "en nuestras empresas, instituciones públicas y casas de estudios".
Milei fue denunciado penalmente por esas expresiones por el diputado Esteban Paulón y repudiado por diversas organizaciones LGBT+, de derechos humanos, políticas y sociales. Altos funcionarios del gobierno salieron a aclarar públicamente las declaraciones de Milei, como el jefe de Gabinete Guillermo Francos, quien sostuvo que “de las puertas de la casa para adentro, cada uno puede hacer lo que le parezca”, pero que no debía permitirse "la promoción de esas situaciones de manera pública“.
El 1 de febrero de 2025 se realizó la Marcha Federal del Orgullo Antifascista y Antirracista, en repudio al "discurso de odio" y amenazas de Milei contra la "ideología de género" y el colectivo LGBT, y los derechos feministas y LGBT, en el Foro de Davos. La marcha tuvo una adhesión multitudinaria y fue realizada en las principales ciudades argentinas, de Europa, América Latina y Estados Unidos. En la ciudad de Buenos Aires la marcha ocupó las 17 cuadras de la Avenida de Mayo y cubrió la Plaza de Mayo, siendo calculada por los organizadores en un millón de personas.